# Mito de la Wehrmacht inocente

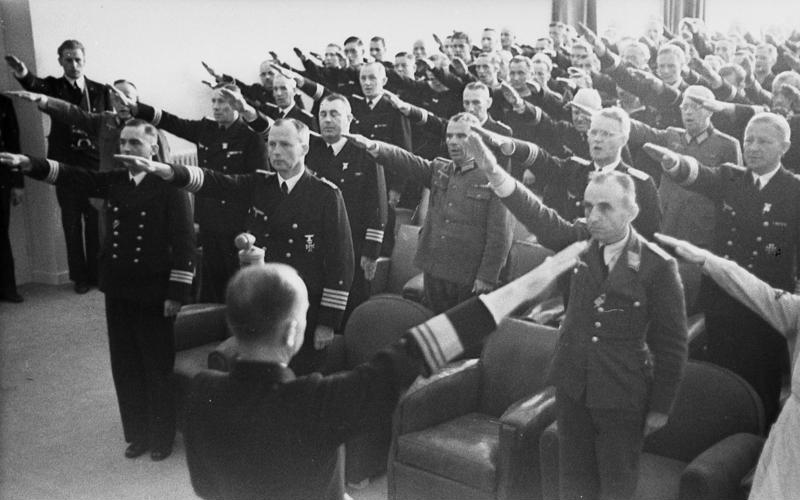
El almirante Karl Dönitz (en primer plano, de espaldas) devolviendo el saludo nazi a oficiales de la Wehrmacht reunidos en Francia en 1941.

El mito o la leyenda de la Wehrmacht inocente o limpia (en alemán: Saubere Wehrmacht, lit. 'Wehrmacht limpia') es la teoría según la cual el cuerpo de fuerzas armadas regulares alemanas, la Wehrmacht, era una institución apolítica, como la Reichswehr de la República de Weimar, a la que sucedió, y era inocente de los crímenes de guerra y de lesa humanidad, como el Holocausto, cometidos durante la Segunda Guerra Mundial, especialmente en el Frente Oriental. Esta teoría, promovida por militares y por diversos escritores, pero fuertemente desacreditada en la actualidad, no solo niega o relativiza tales crímenes, sino que pretende poner en valor los éxitos militares de la Wehrmacht así como la honorabilidad, el coraje y la disciplina del soldado alemán y, especialmente, de su cuerpo de oficiales.
El mito habría sido promovido principalmente por varios escritores alemanes, así como por algunos militares, tras el final de la Segunda Guerra Mundial. Dicho mito niega la responsabilidad del alto mando militar alemán en la planificación y preparación de crímenes de guerra, incluso en aquellos casos de comprobados crímenes de guerra o guerras de exterminio, particularmente en la Unión Soviética, cuya población era vista por los nazis como «subhumanos» gobernados por conspiradores «bolcheviques judíos». La responsabilidad de tales crímenes es trasladada a los «soldados del Partido» y en especial a las Schutzstaffel (SS), pero no al ejército alemán en su totalidad.
El mito se habría originado al comienzo de los Juicios de Núremberg celebrados entre el 20 de noviembre de 1945 y el 1 de octubre de 1946. En este período, el coronel general Franz Halder junto a otros oficiales de la desaparecida Wehrmacht firmaron el memorando de los generales titulado «El ejército alemán de 1920 a 1945», en el cual se presentaron algunos de los elementos clave de este mito. El memorando exculpa a la Wehrmacht de eventuales crímenes de guerra, en un momento en el que los Aliados occidentales estaban cada vez más preocupados por la creciente Guerra Fría y querían que Alemania Occidental comenzara a rearmarse con el fin de contrarrestar la amenaza soviética. 
En 1950, el canciller de Alemania Occidental Konrad Adenauer y algunos antiguos oficiales de la Wehrmacht se reunieron en secreto en la abadía de Himmerod para discutir el rearme de Alemania Occidental y acordaron los términos del memorando de Himmerod. Este memorando establecía las condiciones bajo las cuales Alemania Occidental podía rearmarse, como que los acusados por crímenes de guerra fueran liberados, que cesara la «difamación» del soldado alemán, y la opinión que se transformara la visión que el público extranjero tenía de la Wehrmacht. Tal era su creciente preocupación, que Dwight D. Eisenhower, que había calificado a la Wehrmacht como nazi, cambió súbitamente de opinión para facilitar un rearme o Wiederbewaffnung. Los británicos se mostraron reacios a continuar con los juicios y liberaron anticipadamente a los criminales de guerra alemanes ya condenados. En todo caso, la Wehrmacht fue desmantelada en 1945 por los Aliados, y Alemania no volvería a tener fuerzas armadas hasta 1955, cuando se creó en Alemania Occidental la Bundeswehr y, al año siguiente, en 1956, el Ejército Popular Nacional de Alemania Oriental.

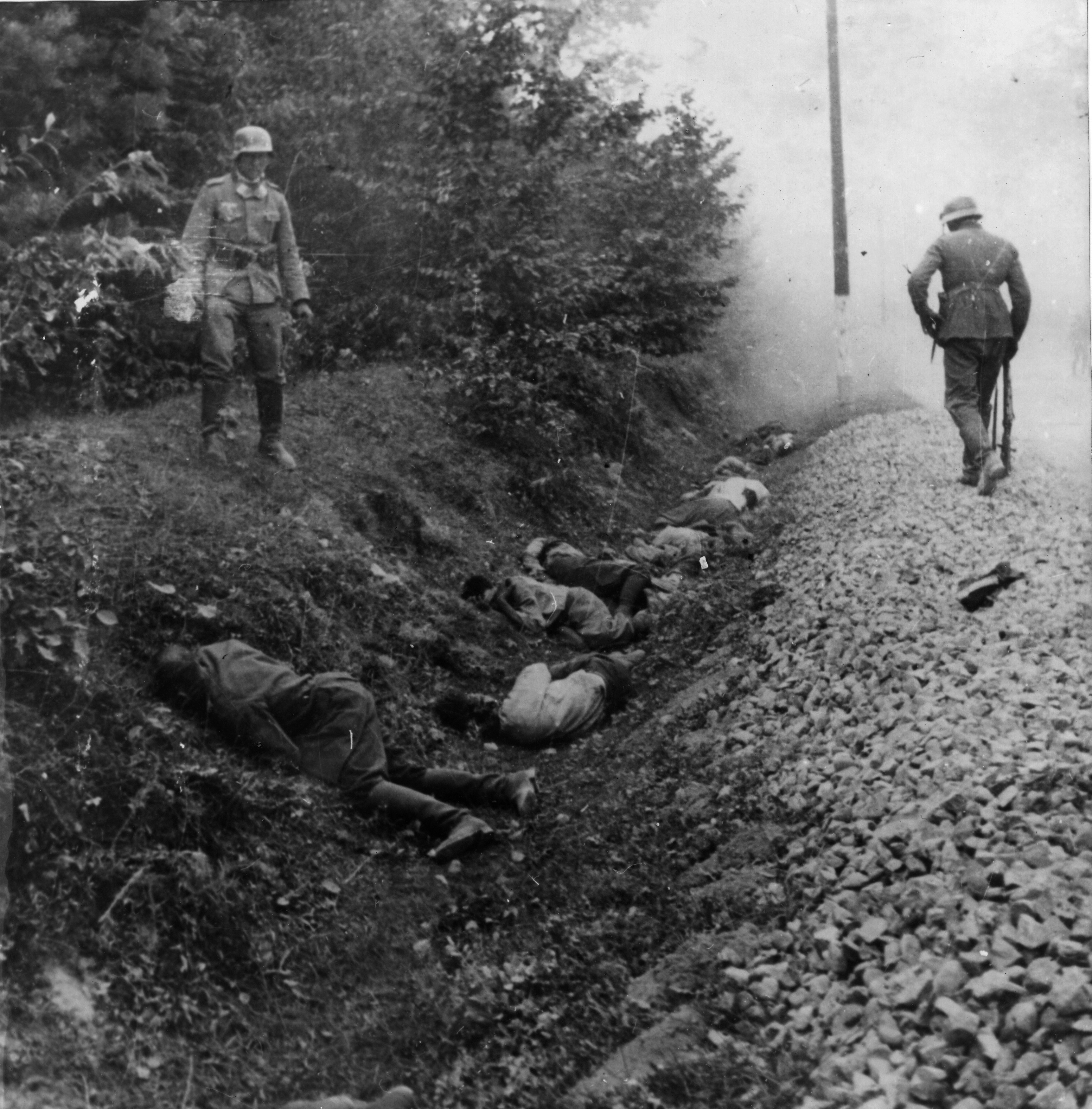
El 9 de septiembre de 1939 unos 300 prisioneros de guerra polacos fueron asesinados por soldados del 15.º Regimiento de Infantería Motorizada alemán en la masacre de Ciepielów (Polonia).

Mientras, Adenauer, hacía todo lo posible para atraer los votos de los veteranos de guerra mediante la promulgación de algunas leyes de amnistía, Halder comenzó a trabajar para la División Histórica del Ejército de EE. UU. Su función consistía en reunir y supervisar a los exoficiales de la Wehrmacht para crear una historia oficial, de varios volúmenes, del Frente Oriental. Supervisó los escritos de 700 exoficiales alemanes y difundió el mito a través de su red. Los oficiales y generales de la Wehrmacht escribieron memorias exculpatorias que distorsionaban el registro histórico. Estos escritos resultaron enormemente populares, especialmente las memorias de Heinz Guderian y Erich von Manstein, y difundieron aún más el mito entre el público en general. 
El año 1995 resultó ser un punto de inflexión en torno a la cuestión del mito de la Wehrmacht inocente, para opinión pública alemana. La exposición de la Wehrmacht realizada por el Instituto de Investigación Social de Hamburgo, que mostró 1380 imágenes gráficas de las tropas «ordinarias» de la Wehrmacht cómplices de crímenes de guerra, provocó un acalorado debate público de larga duración y una revaluación del mito y terminó por desacreditarla entre la opinión pública. La responsabilidad de la Wehrmacht en la guerra de exterminio librada en el frente oriental, por la implementación del Kommissarbefehl, su apoyo a las masacres de judíos cometidas por los Einsatzgruppen y su radicalización en el frente occidental están hoy establecidas y ampliamente reconocidas. Hannes Heer escribió que los crímenes de guerra habían sido encubiertos por eruditos y ex soldados. El historiador alemán Wolfram Wette calificó el mito de la Wehrmacht inocente como un «perjurio colectivo». La generación de la época de la guerra mantuvo el mito con vigor y determinación. Habían suprimido información y manipulado la política gubernamental.
En 2020, en el 76.º aniversario del complot del 20 de julio para asesinar a Adolf Hitler en 1944, la ministra de Defensa alemana, Annegret Kramp-Karrenbauer, dijo: «El simple soldado de la Wehrmacht puede haber luchado con valentía, pero si su valentía sirvió a una ideología de conquista, ocupación y aniquilación, entonces fue en vano».

## Significado
El término «Wehrmacht inocente» significa que los soldados, marineros y aviadores alemanes tenían «las manos limpias». No tenían las manos manchadas de sangre de los prisioneros de guerra, judíos o civiles asesinados. La Wehrmacht fueron las fuerzas armadas combinadas de la Alemania nazi desde 1935 hasta 1945. Consistía en el Ejército (Heer), la Armada (Kriegsmarine) y la Fuerza Aérea (Luftwaffe) y fue creada el 16 de marzo de 1935 mediante la aprobación de la Ley de Defensa de Adolf Hitler que introdujo el servicio militar obligatorio en las fuerzas armadas. La Wehrmacht incluía voluntarios y reclutas, en total unos dieciocho millones de soldados y oficiales sirvieron en sus filas. Aproximadamente la mitad de todos los ciudadanos varones alemanes realizó el servicio militar y combatieron en la Segunda Guerra Mundial.
El mito afirma que Hitler y el Partido Nazi fueron los únicos que diseñaron la guerra de aniquilación y que los únicos culpables de cometer crímenes de guerra fueron las Schutzstaffel (SS) y otras organizaciones análogas. En realidad, los líderes de la Wehrmacht participaron voluntariamente en la guerra de aniquilación de Hitler librada contra supuestos enemigos del estado. Las tropas regulares alemanas fueron cómplices o directamente perpetraron numerosos crímenes de guerra, apoyaron de forma habitual a las unidades de las SS en sus crímenes, con la aprobación tácita, en algunos casos incluso expresa, de los oficiales. Después de la guerra, el Gobierno de la Alemania Occidental buscó deliberadamente suprimir la información de tales crímenes para eximir de responsabilidad a los excriminales de guerra, acelerando la reintegración de estos individuos en la sociedad alemana.

## Contexto

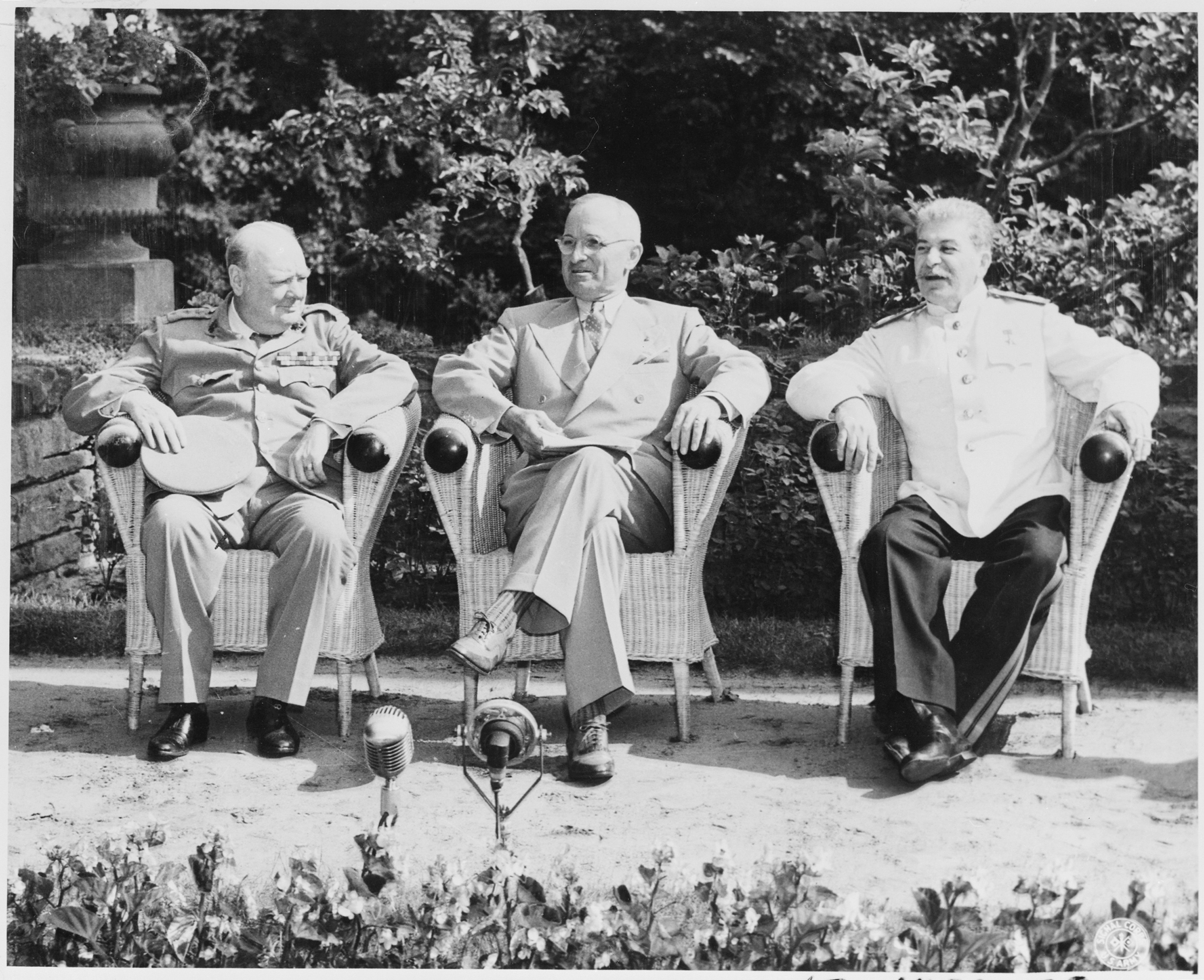
Churchill, Truman y Stalin en la Conferencia de Potsdam en julio de 1945

### Desnazificación y guerra fría
En los acuerdos que concluyeron la conferencia de Potsdam, el 2 de agosto de 1945, los Aliados planearon «además de la erradicación del nazismo y el militarismo en las instituciones alemanas y la vida pública, medidas para reconstruir la vida política sobre una base democrática y una cooperación pacífica en la vida internacional». Estos acuerdos fueron la base de la política aliada de desnazificación de la sociedad alemana. Dicho proceso, en su mayor parte se llevó a cabo entre 1945 y 1948 e incluyó un doble componente, represivo por un lado y constructivo por el otro. Los juicios de Núremberg, etapa inicial y simbólica de la desnazificación, no fue mal recibida por la población alemana. En su trabajo dedicado a la desnazificación, la historiadora francesa Marie-Bénédicte Vincent analiza el estado de ánimo de la población alemana, la cual por una ligera mayoría del 55 % consideraba que tales juicios eran justos, y «que el tribunal aplicó la ley y no solo la justicia de los vencedores». Pese a la condena de los principales funcionarios del Tercer Reich, en representación de todos sus miembros, el juicio se interpretó como una forma de exoneración de responsabilidad a la población alemana en general, y a organizaciones como la Wehrmacht, que no fue tratada como delictiva.
Después de 1947, o a más tardar a principios de la década de 1950, la política de desnazificación terminó siendo cuestionada por la opinión pública alemana, la cual la consideró una «mezcla dañina de moralismo y justicia de los vencedores». Así, si en noviembre de 1945 la desnazificación fue juzgada como satisfactoria, por algo más del 50 % de la población alemana, esta cifra cayó al 17 % en mayo de 1949. En una encuesta de opinión realizada en agosto de 1947, el 35 % de los encuestados consideró al nazismo como esencialmente malo, en tanto el 52 % lo percibía como una buena idea mal implementada. En 1950, la guerra de Corea y la exacerbación de la Guerra Fría marcaron un nuevo punto de inflexión. En ese momento los estadounidenses sintieron la necesidad de reconstituir el ejército alemán para contrarrestar a las fuerzas armadas soviéticas. Por lo tanto, los políticos de Alemania Occidental y Estados Unidos comenzaron a considerar la reconstrucción de las fuerzas armadas en Alemania Occidental, lo que permitió confiar responsabilidades en el campo militar a exfuncionarios de la Wehrmacht. La desnazificación se detuvo, las amnistías se multiplicaron y la opinión pública alemana tendió a olvidar el pasado nazi y a minimizar el papel de los responsables de los crímenes del régimen nazi.

### «Prisioneros de guerra» y «repatriados»

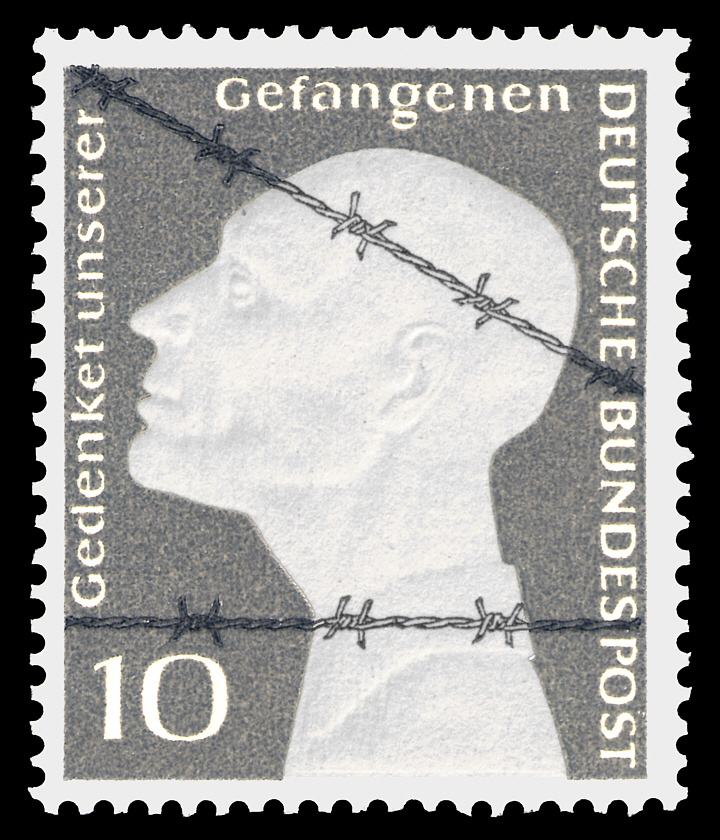
Sello postal de Alemania Occidental de 1953 «En memoria de nuestros prisioneros»

Los primeros esfuerzos por indultar a los criminales de guerra nazis condenados, comenzaron ya en 1946 y 1947, con una participación significativa de las iglesias protestante y católica, esfuerzos que surgieron como consecuencia de cierto malestar nacional, más o menos velado, contra una supuesta justicia de los vencedores. La política de Bonn, apoyada e impulsada por algunos periodistas y por las viejas élites militares, económicas y burocráticas, presionaron por alcanzar una solución al problema de los crímenes de guerra, al momento del nacimiento de la República Federal de Alemania. Con la guerra de Corea y la programada integración de Alemania en el mundo occidental, el ejército alemán exigió la liberación de sus camaradas prisioneros durante las discusiones para el rearme del país, con una creciente confianza en sí mismos (Memorando Himmerod) a cambio de la contribución militar que se les pedía. La liberación de los «prisioneros de guerra» fue planteada como una cuestión de honor nacional, en consonancia con el estado de ánimo de los electores del Partido Democrático Libre y del Partido Alemán durante la campaña electoral. La lucha por su liberación dio lugar a nuevas oleadas de indultos por parte de los aliados occidentales, lo que contribuyó a que se ignoraran u olvidaran las injusticias del régimen nazi y su guerra de agresión.
Las representaciones de alambradas de púas fueron omnipresentes durante la década de 1950, como símbolo del encarcelamiento en el exterior de prisioneros de guerra y civiles alemanes internados en la Unión Soviética, y también para referirse a los criminales de guerra condenados y encarcelados en prisiones de los aliados occidentales. El alambre de púas se convirtió en un símbolo de una supuesta injusticia que los vencedores infligieron al antiguo enemigo. La autovictimización de la sociedad, como víctima de una venganza y una victoria arbitraria, acumuló imágenes de campos de prisioneros, mientras las publicaciones de extrema derecha comenzaron a denunciar presuntos «crímenes contra el pueblo alemán».

Prisionero de guerra que regresa de la Unión Soviética en 1955

La cuestión de la liberación de los prisioneros de guerra alemanes en la Unión Soviética jugó un papel importante a principios de la década de 1950. Con este fin, la Verband der Heimkehrer, Kriegsgefangenen und Vermisstenangehörigen Deutschlands (en español: Asociación de repatriados, prisioneros de guerra y miembros de personas desaparecidas en Alemania) llevó a cabo un intenso trabajo de relaciones públicas para conseguir la liberación de los prisioneros de guerra y criminales de guerra condenados. Con respecto a los posibles delitos cometidos por los repatriados de la Unión Soviética a su llegada al campo de tránsito fronterizo de Friedland, las autoridades federales alemanas no verificaron si había órdenes de arresto ni investigaciones penales. Las listas de presos en la URSS, que a menudo se basaban en dudosos juicios colectivos, debido a su pertenencia a ciertas unidades de la Wehrmacht o las SS, no fueron utilizados para identificar a soldados sospechosos en algún proceso penal alemán. Entre los repatriados, la necesidad de presentar a las fuerzas armadas y al mismo tiempo a todos los soldados, pero especialmente a ellos mismos, como honorables era enorme. El 13 de diciembre de 1955, en el Campo de Friedland, el médico de las SS Ernst-Günther Schenck actuando como portavoz, junto a otros 596 miembros de la Wehrmacht e integrantes de las Waffen-SS, firmaron el llamado «Juramento de Friedland», en el cual aseguraron que solo habían actuado de acuerdo con las leyes de la guerra y que no habían saqueado, asesinado ni violado. Este juramento en los hechos fue un perjurio.

## Inicio del mito

### Memorando de los generales
El coronel general Franz Halder, jefe del Estado Mayor del Alto Mando del Ejército Alemán entre 1938 y 1942, jugó un papel clave en la creación del mito de la Wehrmacht inocente. La génesis del mito fue el Memorando de los generales, creado en noviembre de 1945 y sometido a los juicios de Núremberg. Se tituló El ejército alemán de 1920 a 1945 y fueron coautores Halder y los ex mariscales de campo Walther von Brauchitsch y Erich von Manstein, junto con otras figuras militares de alto nivel. Su objetivo era presentar a las fuerzas armadas alemanas como apolíticas y en gran parte inocentes de los crímenes cometidos por el régimen nazi. La estrategia descrita en el memorando fue adoptada más tarde por Hans Laternser, el abogado principal de la defensa de los altos mandos de la Wehrmacht en el Juicio del Alto Mando. El documento fue escrito por sugerencia del general estadounidense William J. Donovan, quien más tarde fundó la CIA y que veía a la Unión Soviética como una amenaza global para la paz mundial. Donovan se desempeñó como fiscal adjunto en Núremberg; él y algunos otros representantes estadounidenses creían que los juicios no debían continuar. Creía que Estados Unidos debía hacer todo lo posible para asegurar a Alemania como un aliado militar contra la Unión Soviética en la creciente Guerra Fría.

### El grupo de presión de Hankey

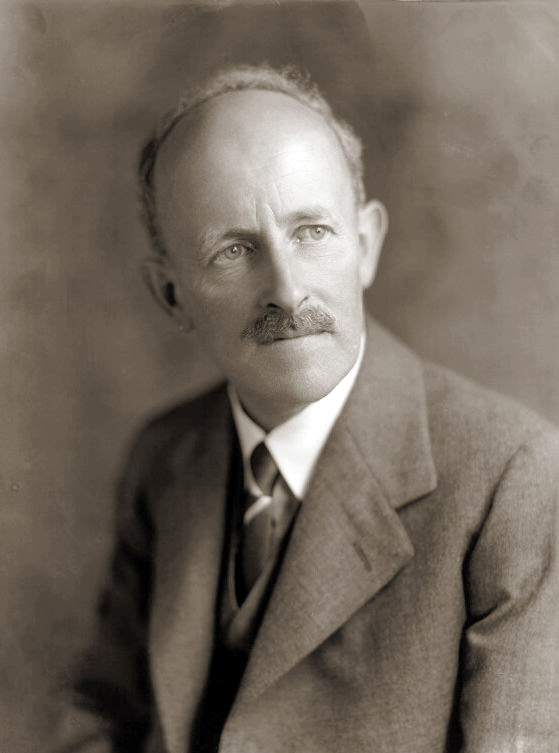
Maurice Hankey quien después de la Segunda Guerra Mundial, fue uno de los principales críticos de los juicios por crímenes de guerra y en su libro de 1950, Política, juicios y errores, argumentó que los aliados no tenían derecho a condenar a los líderes alemanes y japoneses por crímenes de guerra.

En Gran Bretaña, lord Maurice Hankey había sido uno de los funcionarios públicos mejor considerados de Gran Bretaña, ocupó una serie de importantes puestos de 1908 a 1942 y asesoró a todos los primeros ministros desde Asquith hasta Churchill sobre cuestiones de estrategia. Hankey estaba convencido de que los juicios por crímenes de guerra estaban mal, sobre todo porque creía que, en el contexto de la Guerra Fría, Gran Bretaña podría necesitar a los ex generales de la Wehrmacht para luchar contra la Unión Soviética en una posible Tercera Guerra Mundial. Hankey también se opuso a los juicios por crímenes de guerra contra líderes japoneses y presionó para que Gran Bretaña dejara de juzgar a los criminales de guerra japoneses y liberara los que ya habían sido condenados. Aunque sus esfuerzos en nombre de los generales de la Wehrmacht son poco conocidos, era el líder de un poderoso grupo de presión en Gran Bretaña que trabajó entre bastidores y en público para poner fin a los juicios por crímenes de guerra y liberar a los generales de la Wehrmacht ya condenados. Hankey mantuvo correspondencia regular con Winston Churchill, Anthony Eden, Douglas MacArthur y Konrad Adenauer sobre el tema. Cuando Adenauer visitó Londres en 1951, tuvo una reunión privada con él para discutir su trabajo en favor de los generales alemanes.
Después de que el mariscal de campo Albert Kesselring fuera condenado por crímenes de guerra por un tribunal militar británico por ordenar las masacres de civiles italianos, en la llamada Masacre de las Fosas Ardeatinas, por ejemplo, Hankey usó su influencia para que uno de los interrogadores del mariscal, el coronel Alexander Scotland, publicara una carta en el periódico británico The Times en 1950 cuestionando el veredicto. La imagen que Alexander Scotland tenía del militar alemán como un soldado apolítico y honorable que no podía haber sabido que los civiles italianos estaban siendo masacrados tuvo un impacto considerable en la opinión pública británica y llevó a exigir la liberación de Kesselring. Su imagen pública dibujada por Hankey y su círculo era el de un líder caballeroso que no estaba al tanto de las masacres de civiles italianos durante 1943-1945 y las habría detenido si lo hubiera sabido. Hankey se centró en el «profesionalismo» de Kesselring como general, y señaló que tuvo mucho éxito en retrasar el avance de las fuerzas aliadas occidentales en Italia hasta 1943-1945, que utilizó como evidencia de que no podía haber cometió crímenes de guerra, aunque Lingen señaló que no hay evidencia de que el «profesionalismo» excluya la posibilidad de criminalidad. El alcance de la influencia de Hankey se pudo ver en que cuando el líder del principal grupo de veteranos alemanes, el VdS, el almirante Gottfried Hansen, visitó Gran Bretaña en 1952 para discutir el caso de Kesselring, la primera persona con la que se reunió fue con Hankey.

### Austria y la teoría de la víctima
En los años de la posguerra, hacia 1955, se comenzó a desarrollar en Austria una tesis que la situaba como primera víctima del nazismo, sin distinciones, posición que se preconizó para toda la sociedad austriaca en general. Los relatos de los soldados austríacos recién llegados de la Unión Soviética y sus experiencias en Stalingrado surgieron como hilos discursivos paralelos al Mito de la Wehrmacht Inocente. En las décadas de 1950 y 1960, las menciones al Frente Oriental y la narrativa de la hitlerización de Austria dominaron el discurso de los medios de comunicación austriacos acerca de la Segunda Guerra Mundial y el papel de Austria. El resultado fue una imagen de la Wehrmacht en la cual se veía a los soldados austríacos en un papel de víctimas de la guerra. La culpa y la responsabilidad se enfocaron y trasladaron exclusivamente a Hitler. Los medios de comunicación no mencionaron la participación de la Wehrmacht en operaciones de bombardeo y crímenes de guerra. Sin embargo, a partir de 1985, hubo una posición más crítica en una parte de los medios, y el asunto de Kurt Waldheim en 1986 dio lugar a un gran debate político sobre el pasado de Austria. Hasta la década de 1990 la mayoría de los lectores y espectadores recibían de los medios de comunicación austriacos una imagen de la Wehrmacht inocente, a través de periódicos como Kronen Zeitung entre otros. No fue hasta la Wehrmachtsausstellung  (Exposición de la Wehrmacht), en 1995, que hubo un cambio en la percepción del público y la sociedad austríaca.

### Memorando de Himmerod

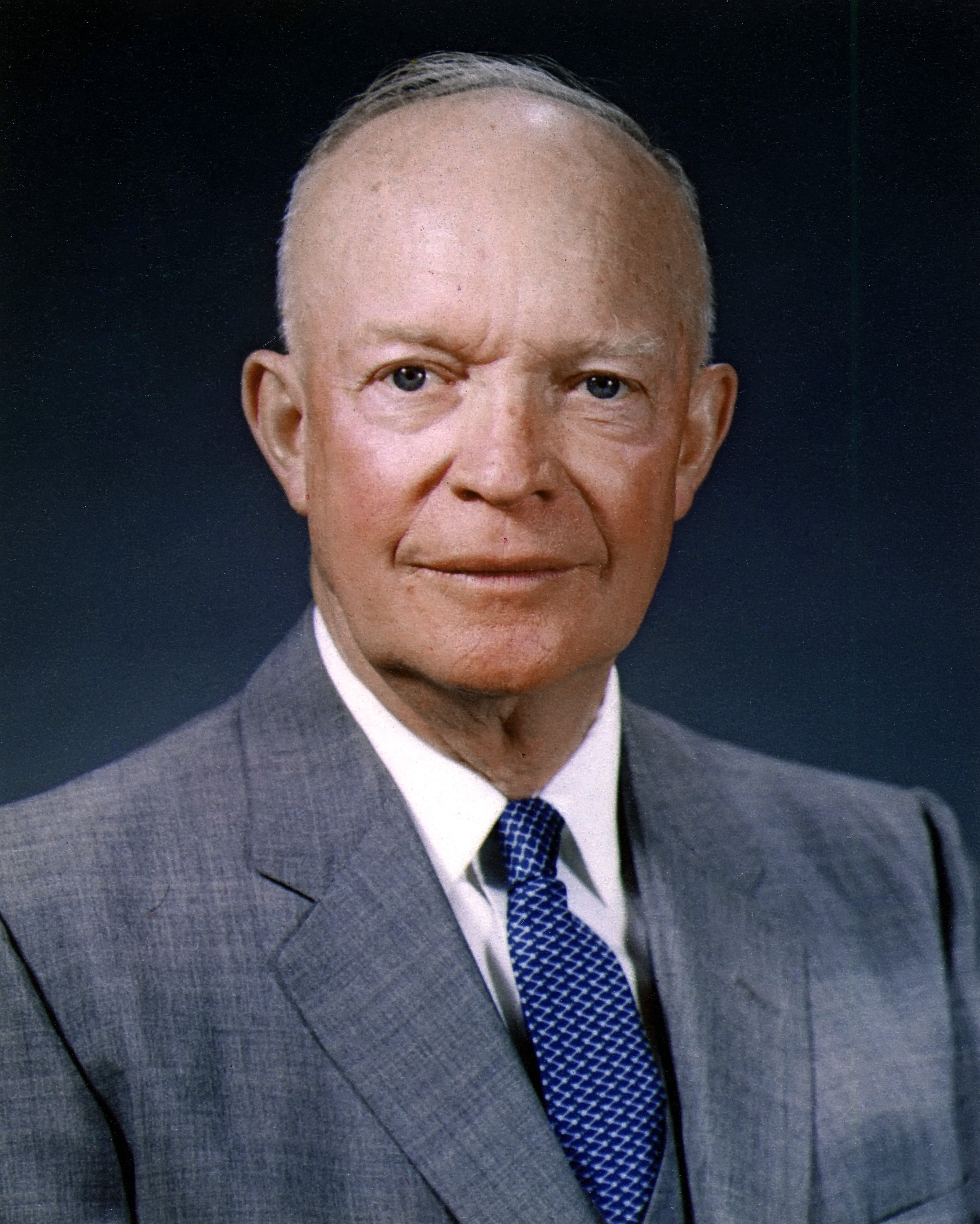
El presidente estadounidense Dwight D. Eisenhower, quien cambió de opinión sobre la Wehrmacht para facilitar el rearme de Alemania Occidental

En 1950, las Fuerzas Aliadas Occidentales estaban preocupadas por la posibilidad de una guerra con la Unión Soviética y una invasión comunista, después del inicio de la guerra de Corea, quedó claro para los estadounidenses que era necesario crear un nuevo ejército alemán para luchar contra la amenaza que representaba la Unión Soviética. Tanto los políticos estadounidenses como los de Alemania Occidental se enfrentaron a la perspectiva de reconstruir las fuerzas armadas de Alemania Occidental. Los británicos estaban más preocupados por la creciente amenaza que representaban los soviéticos y estaban desesperados por lograr convencer al gobierno de Alemania Occidental de unirse a la Comunidad Europea de Defensa y la OTAN.
El canciller Konrad Adenauer, con el fin de ganarse el voto de los veteranos de guerra, firmó varias leyes de amnistía, dicha postura venía motivada por la gran simpatía que había en la Alemania de posguerra por los militares que habían peleado en la Segunda Guerra Mundial. El Alto Comisionado británico se vio en la obligación de recordarle al público de Alemania Occidental que estos militares habían participado en el asesinato de ciudadanos aliados. El Generaloberst alemán Franz Halder comenzó a trabajar con el Centro de Historia Militar del Ejército de Estados Unidos. Su trabajo consistía, básicamente, en reunir y supervisar a antiguos oficiales de la Wehrmacht, para que escribieran una serie de memorias sobre la historia del Frente Oriental. Supervisó las obras literarias de más de setecientos exoficiales del ejército alemán. Así, oficiales y generales de la Wehrmacht escribieron sus memorias que sustentaron la inocencia, lo que resultó ser bastante popular. Entre otros, Heinz Guderian y Erich von Manstein, escribieron sus memorias de guerra que se convirtieron en grandes éxitos de venta. Manstein, había sido juzgado y condenado antes en los juicios de Núremberg. Guderian en el mismo juicio fue juzgado y absuelto.
En 1950, el canciller alemán Konrad Adenauer, organizó una serie de reuniones secretas entre sus funcionarios y ex oficiales de la Wehrmacht para discutir el rearme de Alemania Occidental. Las reuniones tuvieron lugar en la abadía de Himmerod entre el 5 y el 9 de octubre de 1950 e incluyeron a Hermann Foertsch, Adolf Heusinger y Hans Speidel. Durante la guerra, Foertsch había trabajado con Walter von Reichenau, un ferviente nazi que emitió la «Orden Reichenau», comúnmente conocida como la Orden de la Severidad de octubre de 1941. Foertsch se convirtió en uno de los asesores de defensa de Adenauer. Los asistentes a estas reuniones secretas firmaron el memorando de Himmerod. Este documento estipulaba las condiciones para el rearme de Alemania Occidental en tres puntos: que todos los militares alemanes fueran liberados, incluyendo a los miembros de las Waffen-SS, que cesara la «difamación» del soldado alemán que sirvió en la Segunda Guerra Mundial, y que se tomaran  «medidas para transformar la opinión pública nacional y extranjera» sobre el ejército alemán en el exterior. En tanto los británicos tampoco querían seguir con el juicio a los generales alemanes por crímenes contra la humanidad, y acordaron liberar a los oficiales alemanes que todavía estaban encarcelados.

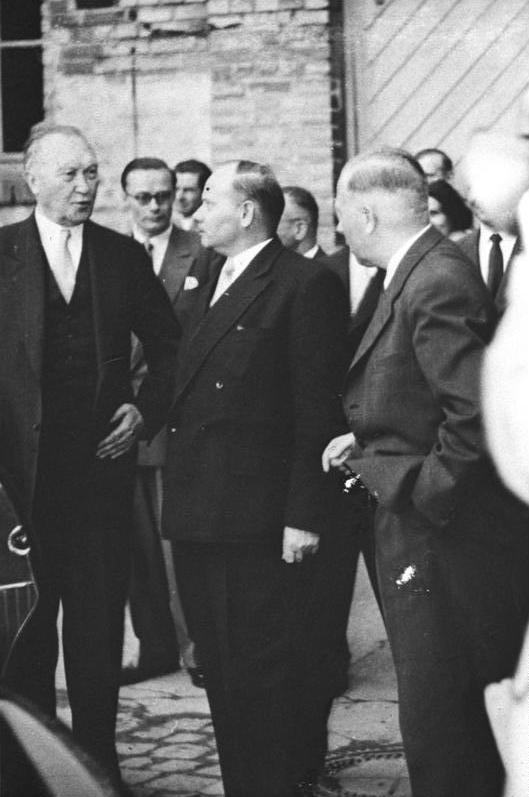
Adenauer en 1950 en el cuartel de Ermekeil en Bonn con Adolf Heusinger (derecha), uno de los autores del memorando de Himmerod

El presidente de las reuniones resumió los cambios de política exterior mencionados en el memorando de la siguiente manera: «Las naciones occidentales deben tomar medidas públicas contra la "caracterización prejudicial" de los soldados alemanes y deben diferenciar las ex fuerzas armadas regulares de los "asuntos de crímenes de guerra"». Adenauer aceptó el memorando y empezó una serie de negociaciones con las tres Fuerzas Aliadas Occidentales para satisfacer sus peticiones.
Para facilitar el rearme de Alemania Occidental y responder al memorando, el general de los Estados Unidos, Dwight D. Eisenhower, poco antes de ser nombrado Comandante Supremo Aliado en Europa y futuro Presidente de los Estados Unidos, cambió su opinión pública sobre la Wehrmacht. Al principio las había descrito muy negativamente como «nazis», pero en enero de 1951 escribió que había «una diferencia real entre el soldado alemán y Hitler y su grupo criminal». El canciller Adenauer hizo un argumento similar en un debate en el Bundestag sobre el artículo 131 de la Grundgesetz, la constitución provisional de Alemania Occidental. Él argumentaba que el soldado alemán luchó honorablemente, mientras «no haya sido condenado por ningún otro delito». Las declaraciones de Eisenhower y Adenauer reformaron la percepción occidental del esfuerzo de guerra alemán y llevó a la fundación del mito de la Wehrmacht inocente.

### Opinión pública de Alemania Occidental
Inmediatamente después de la Segunda Guerra Mundial, hubo una gran simpatía alemana por sus militares condenados por crímenes de guerra. El Alto Comisionado Británico en la Alemania ocupada se sintió obligado a recordar al público alemán que los militares implicados habían sido declarados culpables de participar en la tortura o el asesinato de ciudadanos aliados. A finales de los años 40 y 50 hubo una avalancha de libros y ensayos polémicos que exigían la libertad de los «llamados "criminales de guerra"». La redacción implicaba que los condenados eran inocentes. El historiador alemán Norbert Frei escribió que la demanda generalizada de libertad para los militares condenados por crímenes de guerra era una admisión indirecta del enredo de toda la sociedad en el nacionalsocialismo. Añadió que los juicios por crímenes de guerra eran un doloroso recordatorio de la naturaleza del régimen con el que mucha gente corriente se había identificado. En este contexto, hubo una demanda abrumadora para la rehabilitación de la Wehrmacht. En parte porque el origen de la Wehrmacht se puede rastrear hasta el ejército prusiano y, antes de eso, hasta el ejército fundado en 1640 por Frederich Wilhelm, el «gran elector» de Brandeburgo, lo que la convierte en una institución profundamente arraigada en la historia y en la sociedad alemana, que presenta problemas para aquellos que querían retratar la era nazi como una «aberración monstruosa» del curso de la historia alemana. En parte, había tantos alemanes que habían servido en la Wehrmacht o que tenían familiares que sirvieron en la Wehrmacht que hubo una demanda generalizada de una versión del pasado que les permitiera «honrar la memoria de sus camaradas caídos y para encontrar sentido a las penurias y el sacrificio personal de su propio servicio militar». Wette escribió que los años de fundación de la Alemania Occidental vieron cómo la generación de la guerra cimentaba su pasado y afirmaba con indignación que la inocencia fue la norma.

## Apogeo del mito

### Clima político

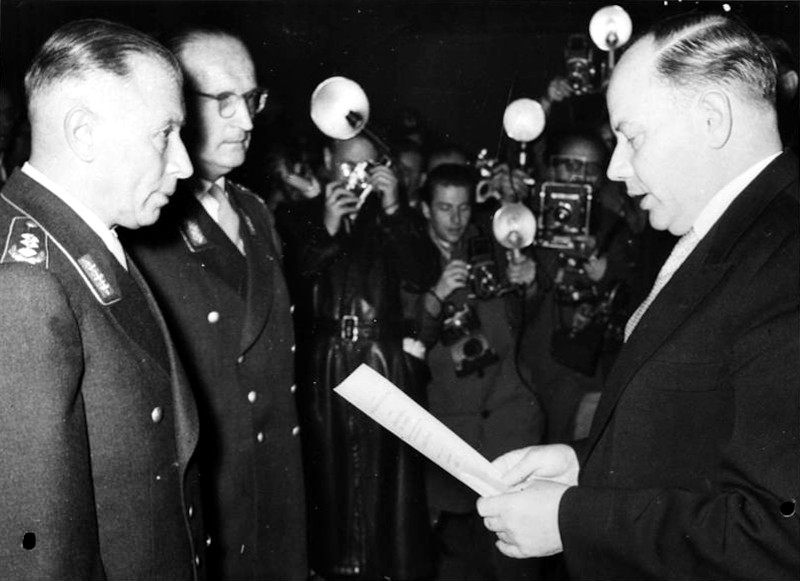
Los antiguos generales de la Wehrmacht Adolf Heusinger y Hans Speidel prestan juramento en la recién fundada Bundeswehr el 12 de noviembre de 1955

A principios de la década de 1950, los partidos políticos en Alemania Occidental mostraron una cada vez mayor preocupación por captar los votos de los veteranos de guerra. Existía un amplio consenso político, que representaba a la mayoría de la opinión pública, de que era «hora de cerrar el capítulo de la guerra». El canciller de Alemania Occidental, Konrad Adenauer, inició una serie de políticas entre las que se incluían una amnistía a los antiguos criminales de guerra, el fin de los programas de desnazificación y una ley de exención del castigo. Adenauer cortejó los votos de los veteranos haciendo una visita muy publicitada a la cárcel en la que estaban encarcelados los criminales de guerra. Este gesto le ayudó a ganar las elecciones federales de 1953 con una mayoría de dos tercios. Adenauer limitó con éxito la responsabilidad de los crímenes cometidos durante la guerra a Hitler y a un pequeño número de «grandes criminales de guerra».
En la década de 1950, las investigaciones penales sobre la actuación de la Wehrmacht se detuvieron y no hubo más condenas. Los ministros de justicia alemanes habían promulgado una ley de crímenes de guerra que en la práctica era muy flexible y dejaba un gran margen a la interpretación. Adalbert Rückerl, el jefe de investigación, interpretó la ley en el sentido de que solo se podía investigar a las SS, a la policía de seguridad, a los guardias de los campos de concentración y de los guetos y a los criminales de trabajos forzados. El mito se estableció firmemente en la mente pública y los fiscales alemanes no estaban dispuestos a desafiar el estado de ánimo nacional e investigar a los presuntos criminales de guerra de la Wehrmacht. El nuevo ejército alemán, la Bundeswehr, fue establecido en 1955 a partir de ciertos miembros prominentes de la Wehrmacht en posiciones de autoridad. Si un gran número de exoficiales de la Wehrmacht fueran acusados de crímenes de guerra, la Bundeswehr habría resultado dañada y desacreditada tanto en Alemania como en el extranjero.

### Memorias y estudios históricos
A lo largo de los años, varios exoficiales alemanes publicaron memorias y estudios históricos que contribuyeron decididamente al mito. El arquitecto principal de esta obra fue Franz Halder. El cual trabajó para la Sección de Historia Operacional (alemana) de la División Histórica del Ejército de los Estados Unidos (Centro de Historia Militar del Ejército de los Estados Unidos) y tenía acceso exclusivo a los archivos de guerra alemanes capturados por el Ejército de los Estados Unidos almacenados en los Estados Unidos. Supuestamente, el papel de Halder era reunir y supervisar a los oficiales de la Wehrmacht para que escribieran una historia en varios volúmenes del Frente Oriental para que los oficiales del Ejército de los Estados Unidos Pudieran obtener información de inteligencia militar sobre la Unión Soviética. Sin embargo, también formuló y difundió el mito de la Wehrmacht inocente. El historiador alemán Wolfram Wette escribió que la mayoría de los historiadores militares angloamericanos tienen una gran admiración por el «profesionalismo» de la Wehrmacht, y tendían a escribir en un tono de gran admiración, aceptando en gran medida la versión de la historia expuesta en las memorias de los antiguos líderes de la Wehrmacht. Wette sugirió que esta «solidaridad profesional» tenía mucho que ver con el hecho de que durante mucho tiempo la mayoría de los historiadores militares en el mundo de habla inglesa tendían a ser ex oficiales conservadores del ejército, que tenían una empatía natural con los ex oficiales conservadores de la Wehrmacht, a quienes identificaban como hombres muy parecidos a ellos.
La imagen de una Wehrmacht altamente «profesional» comprometida con los valores prusianos, valores que supuestamente eran hostiles al nazismo mientras mostraba un valor y una resistencia sobrehumanos frente a obstáculos abrumadores, especialmente en el frente oriental, resultó extremadamente atractiva para cierto tipo de historiadores. Wette escribió que Halder tuvo una «influencia decisiva en la Alemania Occidental en las décadas de 1950 y 1960 en la forma en que se escribió la historia de la Segunda Guerra Mundial».
Varios historiadores de variada ideología política como Gordon A. Craig, el general J. F. C. Fuller, Gerhard Ritter, Friedrich Meinecke, Basil Liddell Hart y John Wheeler-Bennett encontraron realmente inconcebible que el «correcto» cuerpo de oficiales de la Wehrmacht pudiera haber estado involucrado en genocidio y crímenes de guerra. Las afirmaciones de los historiadores soviéticos de que la  Wehrmacht  había cometido, durante la guerra, todo tipo de crímenes fueron generalmente descartados como mera «propaganda comunista», de hecho en el contexto de la Guerra Fría, el mismo hecho de que los soviéticos hicieran tales afirmaciones ayudó a ser más persuasivo en Occidente de que la Wehrmacht realmente se había comportado de manera honorable.

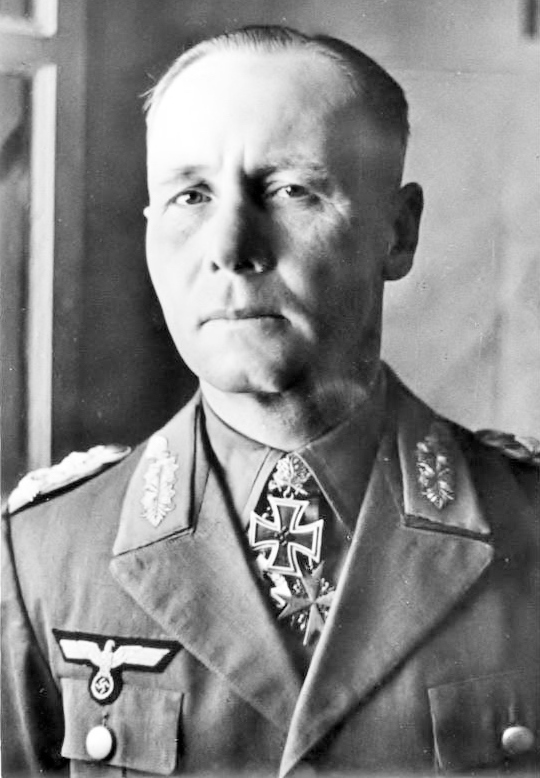
Las memorias de Erwin Rommel se utilizaron como propaganda en la posguerra

Después de la guerra, los oficiales y generales de la Wehrmacht escribieron, bajo la supervisión de Halder, una gran cantidad de memorias que seguían el mito de la Wehrmacht inocente. Así Erich von Manstein y Heinz Guderian escribieron una memorias que pronto se convirtieron en superventas. Las memorias de Guderian, en particular, contenían numerosas exageraciones, falsedades, medias verdades y omisiones. Escribió que los rusos saludaban a los soldados alemanes como libertadores y se jactaban del cuidado personal que habían tenido para proteger la cultura y la religión rusas. Guderian se esforzó por lograr que los oficiales alemanes fueran liberados a cambio del apoyo militar alemán en la defensa de Europa. Luchó particularmente duro por la liberación de Joachim Peiper, el comandante de las Waffen-SS declarado culpable de asesinar a prisioneros de guerra estadounidenses en la masacre de Malmedy durante la batalla de las Ardenas. Guderian dijo que el general Thomas T. Handy, comandante en jefe del Ejército de los Estados Unidos en Europa, quería colgar a Peiper y que «telegrafiaría» al presidente Truman y le preguntaría si está familiarizado con esa «idiotez».
Erwin Rommel y sus memorias se utilizaron para dar forma a las percepciones de una Wehrmacht caballerosa. Las memorias de Friedrich von Mellenthin, Batallas Panzer (en alemán: Panzerschlachten), tuvieron un gran éxito en la posguerra siendo editadas hasta en seis ocasiones, entre 1956 y 1976, en dichas memorias, su autor utiliza un lenguaje enormemente racista al describir al soldado ruso como un «asiático arrastrado desde lo más profundo de la Unión Soviética», un «primitivo», y «[sin] ningún verdadero equilibrio religioso o moral, su estado de ánimo cambia entre la crueldad bestial y la bondad genuina». Se vendieron más de un millón de copias de las memorias de Hans-Ulrich Rudel, tituladas Piloto de Stukas. Inusualmente, no ocultó su gran admiración por Hitler. Las memorias de Rudel describen aventuras, hazañas heroicas, camaradería sentimental y emocionantes huidas. Un interrogador estadounidense lo describió como el típico oficial nazi. Después de la guerra huyó a Argentina y fundó una agencia de rescate para nazis huidos de la justicia llamada Eichmann-Runde, que ayudó a Josef Mengele a escapar y ocultarse, entre otros.
Los historiadores de fuera de Alemania no estudiaron el Holocausto en la década de 1960 y casi no hubo estudios sobre la participación de la Wehrmacht en la Solución Final. El historiador austriaco-estadounidense Raul Hilberg descubrió que en la década de 1950, sucesivos editores rechazaron su libro, posteriormente aclamado por la crítica, La destrucción de los judíos europeos. Le dijeron que nadie en Estados Unidos estaba interesado en el tema. Hasta la década de 1990, los historiadores militares que escribían sobre la Segunda Guerra Mundial se centraban principalmente en las campañas y batallas de la Wehrmacht, y trataban únicamente de pasada las políticas genocidas del régimen nazi. Los historiadores del Holocausto y las políticas de ocupación de la Alemania nazi a menudo no escribieron sobre la Wehrmacht en absoluto.
En 1960-1961, durante del juicio a Adolf Eichmann en Israel, el tema de la colaboración de la Wehrmacht en el Holocausto surgió como parte del debate sobre la obligación del soldado a ejecutar órdenes, aunque sean «órdenes criminales». Los defensores de los acusados en distintos juicios contra oficiales nazis, como Hans-Günther Seraphim, utilizaron el debate para equiparar el nivel de obediencia a órdenes entre las dos organizaciones, y así pudieron exculpar y librar a numerosos acusados de crímenes de guerra. De hecho, la posición de Seraphim —un historiador, simpatizante nazi durante la guerra y defensor del racismo científico, que en las décadas de 1960-1970 se convirtió en «experto en judíos» de la República Federal Alemana y un testigo en gran partes de los juicios celebrados— fue la doctrina jurídica más aceptable de la época, responsable, entre otros, de las «tibias» sentencias dictadas en juicios como el de Auschwitz en Fráncfort del Meno. Sin embargo, el material recabado en estos juicios (documentos y sobre todo imágenes) sirvió para concienciar a la opinión pública y académica sobre los hechos del Holocausto, y los esfuerzos de Seraphim de colocar al mismo nivel a la Wehrmacht y las SS (con el fin de presentar a estos últimos con una luz más favorable) tendrían a la postre un efecto contrario.

### Franz Halder

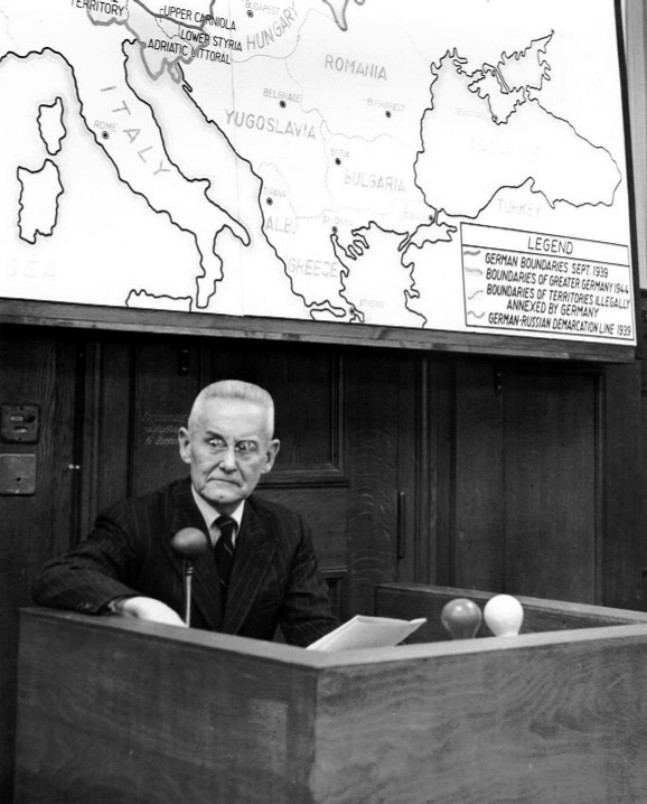
El Generaloberst Franz Halder en 1948 testificando en el Juicio del Alto Mando

A medida que avanzaba la Guerra Fría, la inteligencia militar proporcionada por la sección alemana de la División Histórica del Ejército de los Estados Unidos se volvió cada vez más importante para los estadounidenses. Franz Halder supervisó la sección alemana del programa de investigación que era conocida como el «Grupo Halder». Su grupo produjo más de 2500 manuscritos históricos importantes de más de 700 autores alemanes distintos que detallaban la Segunda Guerra Mundial. Halder usó el grupo para reinventar la historia de tiempos de guerra usando la verdad, la media verdad, la distorsión y la simple mentira. Creó un «grupo de control» de ex oficiales nazis de su plena confianza que examinaban todos los manuscritos y, si era necesario, exigían a los autores que modificaran su contenido.
Halder estableció una versión de la historia que todos los escritores tenían que cumplir. Esta versión afirmaba que el ejército era víctima de Hitler y que se habían opuesto a él en cada oportunidad. Los escritores tuvieron que enfatizar la forma «decente» de guerra llevada a cabo por el ejército y culpar a las SS de las operaciones criminales. Gozaba de una posición privilegiada, ya que los pocos historiadores que trabajaban en la historia de la Segunda Guerra Mundial en la década de 1950 tenían que obtener información histórica de Halder y su grupo. Su influencia se extendía a los editores y autores de periódicos. Sus instrucciones eran enviadas por la cadena de mando y fueron registradas por el ex mariscal de campo Georg von Küchler. Dijeron: «Son los hechos alemanes, vistos desde el punto de vista alemán, los que deben registrarse; esto constituirá un monumento a nuestras tropas», «no se permite ninguna crítica de las medidas ordenadas por el Alto Mando» y «nadie debe ser incriminado de alguna manera», «en cambio, los logros de la Wehrmacht debían ser enfatizados». El historiador militar Bernd Wegner, después de examinar el trabajo de Halder, escribió: «La escritura de la historia alemana en la Segunda Guerra Mundial, y en particular en el frente ruso, fue durante más de dos décadas, y en parte hasta el día de hoy, y en una medida mucho mayor de lo que la mayoría de la gente cree, el trabajo de los vencidos». Wolfram Wette escribió: «En el trabajo de la División Histórica se cubrieron las huellas de la guerra de aniquilación de la que era responsable el liderazgo de la Wehrmacht».
Halder buscó distanciar tanto a sí mismo como al ejército alemán de Hitler, el nazismo y los crímenes de guerra. Afirmó haber estado en contra de la campaña rusa y que había advertido a Hitler contra su «aventura en el Este». Omitió cualquier mención del Decreto Barbarroja que había ayudado a formular o de la Orden de los Comisarios que había apoyado y difundido. Halder también afirmó de manera completamente inverosímil que la invasión de la Unión Soviética fue una medida defensiva.
Los estadounidenses sabían que los manuscritos estaban plagados de numerosos casos de apología. Sin embargo, también contenían información de inteligencia que consideraban importante en caso de una guerra entre Estados Unidos y la Unión Soviética. Halder había entrenado a los antiguos oficiales alemanes bajo su mando sobre cómo hacer desaparecer cualquier evidencia incriminatoria. Muchos de los oficiales a los que entrenó, como Heinz Guderian, escribieron autobiografías de gran éxito que ampliaron el atractivo del mito. Finalmente, Halder logró su objetivo de rehabilitar el cuerpo de oficiales alemanes, primero con el ejército estadounidense, luego ampliando los círculos políticos y por último a millones de estadounidenses.
En 1949, Halder escribió el libro Hitler als Feldherr, que se tradujo al inglés como Hitler as Commander y se publicó en 1950. La obra contiene básicamente las ideas centrales detrás del mito de la Wehrmacht inocente que posteriormente fueron reproducidas en innumerables historias y libros de memorias. El libro describe a un comandante idealizado que luego se compara con Hitler. El comandante es noble, sabio, está en contra de la guerra en Oriente y libre de toda culpa. Hitler es el único responsable de cualquier error o crimen cometido; su completa inmoralidad contrasta con el comportamiento moral del comandante que no ha hecho nada malo.
La creación de mitos de Halder no se concentró únicamente en absolverse a sí mismo y al ejército alemán de los crímenes de guerra cometidos en el este; también creó otros dos mitos estratégicos y operativos. El primero es que Hitler fue el único responsable de los errores militares cometidos durante la invasión de la Unión Soviética. El segundo mito es que la campaña relámpago que él defendió con tanta firmeza habría resultado en la captura de Moscú y en la victoria final para la Alemania nazi. Los historiadores Ronald Smelser y Edward J. Davies escribiendo en El mito del frente oriental: «Franz Halder encarna mejor que cualquier otro alto oficial alemán la diferencia dramática entre el mito y la realidad tal como surgió después de la Segunda Guerra Mundial».

### Juicio de Erich von Manstein

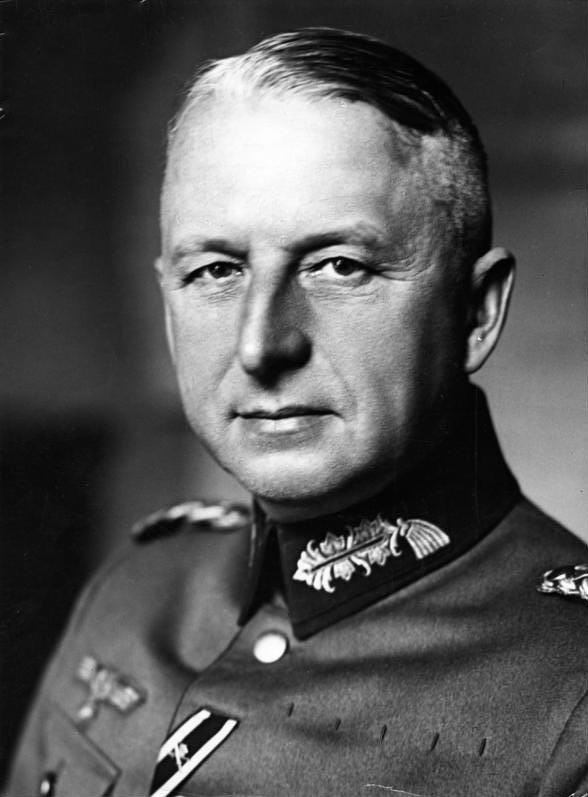
Erich von Manstein, junto con Franz Halder, jugó un papel decisivo en la creación del mito de la "Wehrmacht" limpia.

Erich von Manstein fue una figura clave en la creación del Mito de la Wehrmacht Inocente. Su influencia fue superada solo por la de Halder. Después de la guerra, su tarea declarada de por vida fue pulir la memoria de la  Wehrmacht «limpiándola de cualquier mención a la comisión de crímenes de guerra». Su reputación militar como un líder militar capaz significó que sus memorias fueron ampliamente leídas. Sus memorias no discuten la política ni ofrecen una condena del nazismo. Además, Manstein estuvo involucrado en el Holocausto, y tenía las mismas opiniones antisemitas y racistas que Hitler. En sus memorias, Manstein enfatizó las supuestas buenas relaciones que tenía el ejército alemán con los civiles rusos. Escribió: «Naturalmente, no se trataba de saquear la zona. Eso era algo que el ejército alemán no toleraba». Manstein se convirtió en comandante general de Crimea mientras estaba al mando del 11.º Ejército. Durante este tiempo, sus tropas cooperaron estrechamente con los Einsatzgruppen y la península se convirtió en Judenfrei —de 90 000 a 100 000 judíos fueron asesinados—. Manstein fue enviado a juicio, condenado por cometer crímenes de guerra y de lesa humanidad y sentenciado a dieciocho años de cárcel. Los cargos por los que fue condenado incluyeron: no prevenir asesinatos en su área de mando, disparar a prisioneros de guerra soviéticos, ejecutar la Orden de los Comisarios y permitir que los subordinados disparen contra civiles soviéticos en represalia. En el momento de su juicio, la primera gran crisis de la Guerra Fría, el Bloqueo de Berlín, acababa de terminar. Las potencias occidentales querían que Alemania comenzara a rearmarse para contrarrestar la amenaza soviética. Los alemanes occidentales indicaron que «ni un solo soldado alemán se pondría un uniforme mientras cualquier oficial de la Wehrmacht permaneciera bajo custodia». En consecuencia, se inició una campaña para asegurar la liberación de Manstein y de los demás militares alemanes condenados como criminales de guerra.
El abogado defensor del general durante su juicio fue Reginald Paget. El abogado estadounidense William J. Donovan, quien antes ya había ayudado a Franz Halder, intervino y reclutó a su amigo Paul Leverkuehn para ayudar a la defensa. Con su defensa de Manstein, Paget ayudó a fortalecer el mito de la Wehrmacht inocente, defendió la política del ejército de tierra quemada sobre la base de que ningún ejército lucharía según el reglamento. Defendió el fusilamiento de civiles que estaban armados pero que no participaban en ninguna acción partisana. Tanto durante el juicio como después, Paget negó que la operación Barbarroja fuera una «guerra de aniquilación». Restó importancia a los aspectos racistas de Barbarroja y la campaña para el exterminar de los judíos soviéticos. En cambio, argumentó que «la Wehrmacht mostró un alto grado de moderación y disciplina». La declaración final de Paget se hizo eco del núcleo del mito de la Wehrmacht inocente cuando dijo que «Manstein es y seguirá siendo un héroe entre su gente». Así mismo, se hizo eco de la política de la Guerra Fría con las palabras: «para que Europa Occidental sea defendible, estos soldados decentes deben ser nuestros camaradas».

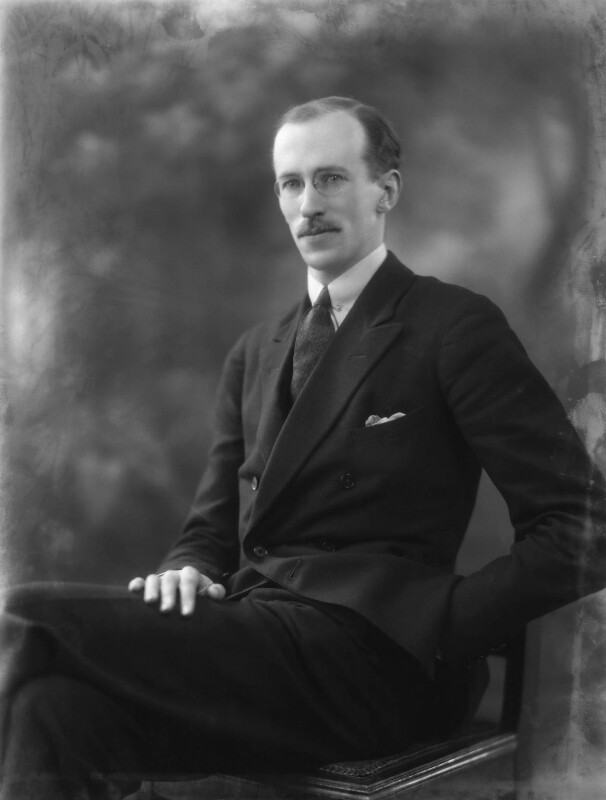
El historiador británico, Basil Liddell Hart, quien tuvo una gran influencia en la historiografía anglosajona posterior a la guerra y en la implementación del Mito de la Wehrmacht inocente

El historiador militar británico Basil Liddell Hart, quien tuvo una gran influencia en la historiografía anglosajona inmediatamente posterior a la guerra, nunca ha dejado de elogiar a la Wehrmachtː a la que describió como una poderosa máquina de guerra que solo la constante interferencia de Hitler en la conducción de las operaciones militares impidió ganar la guerra. De 1949 a 1953, defendió pública y vigorosamente la liberación de Erich von Manstein; esta condena constituía, a sus ojos, un grave error judicial. El juicio de Manstein marca un punto de inflexión en la percepción de la Wehrmacht por parte de la población británica porque sus abogados, ReginaldD. Paget y Samuel,C. Silkin lideraron una eficaz campaña de prensa a favor de la amnistía de su cliente.
Al defender a Manstein, Paget había presentado argumentos contradictorios al mismo tiempo; es decir, Manstein y otros oficiales de la Wehrmacht  no sabían nada de los crímenes nazis y, al mismo tiempo, se oponían a los crímenes nazis de los que supuestamente no tenían conocimiento. La defensa no logró que Manstein fuera absuelto por el tribunal militar británico, que consideró que el oficial apoyó la «guerra de exterminio» de Hitler contra la Unión Soviética e implementó la Kommissarbefehl (Orden de los Comisarios). Asimismo, el tribunal consideró que, como comandante del 11.º Ejército, Manstein asistió al Einsatzgruppe D durante la masacre de judíos en Ucrania. Después de ser declarado culpable, fue sentenciado a dieciocho años de prisión. Sin embargo, sus dos abogados estaban ganando la batalla por la opinión pública al convencer a la mayoría de la población británica de que su cliente había sido condenado por error; después de que su sentencia fuera reducida a únicamente doce años de prisión, Manstein fue finalmente liberado a principios de mayo de 1953. Según el historiador británico Tom Lawson, la simpatía de la mayoría del establishment británico hacia las élites tradicionales alemanas, considerándolas como sus pares constituye, sin duda, una ayuda importante para los dos abogados: por ejemplo, para el arzobispo George Bell, el mero hecho de que Manstein fuera un luterano practicante «es suficiente para demostrar su oposición al estado nazi y, en consecuencia, el absurdo del proceso». Durante y después del juicio, Reginald Paget, sin equiparar la Operación Barbarroja con una «guerra de exterminio», minimizó las justificaciones racistas de la operación y la escala de la campaña para exterminar a los judíos soviéticos como una supuesta fuente de comunismo [poco claro]. Según él, «la Wehrmacht [...] mostró gran moderación y gran disciplina, en circunstancias de inconcebible crueldad».

## Fin del mito

### Cambio de paradigma historiográfico

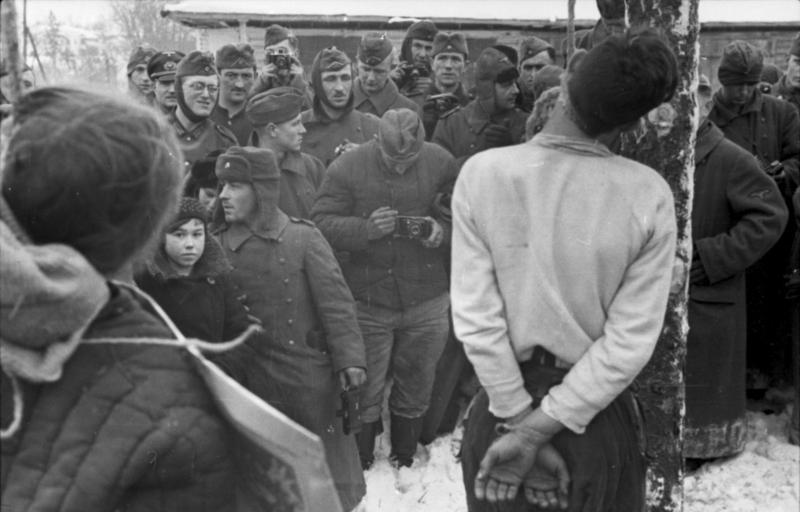
Varios soldados alemanes fotografían a unos partisanos soviéticos ahorcados por las tropas de ocupación alemanas

El mito de la Wehrmacht inocente no llegó a su fin con un solo evento; más bien, terminó con una serie de eventos que se dilataron durante muchas décadas. El primer y precoz intento de destrucción del mito es fruto del trabajo de un escritor despojado de su nacionalidad alemana y nacionalizado estadounidense, Erich Maria Remarque. En 1954, en su novela Tiempo de vivir, tiempo de morir, este autor alemán quiso denunciar el trato a los judíos y presuntos guerrilleros caídos en manos de la Wehrmacht, pero su trabajo fue ampliamente censurado por su editor. «Durante años no hubo ciencia histórica en la RFA que estudiara la era nazi o analizara críticamente la guerra y la Wehrmacht [...] principalmente porque, en las facultades de historia, los puestos de profesores titulares también estaban ocupados por exoficiales de la Wehrmacht como propagandistas del régimen nazi». Durante los veinte años posteriores al final del conflicto, la Wehrmacht no fue objeto de estudios históricos, en particular debido a las dificultades de acceso a los archivos conservados por las fuerzas de ocupación aliadas. El mito todavía era dominante en la mente del público en 1975, no fue hasta finales de la década de 1970 y principios de la década siguiente,que aparecieron los primeros trabajos académicos críticos sobre la actitud de la Wehrmacht durante la guerra.
El historiador israelí Omer Bartov elogió «los esfuerzos de unos pocos eruditos alemanes destacados y valientes» para desafiar a partir de 1965. El primer historiador alemán en desafiar el mito fue Hans-Adolf Jacobsen en su ensayo sobre la Orden de los Comisarios en su libro de 1965 Anatomie des SS Staates. En 1969, Manfred Messerschmidt publicó un libro sobre adoctrinamiento ideológico en la Wehrmacht, tituladoː Die Wehrmacht im NS-Staat: Zeit der Indoktrination, que no se ocupaba directamente de los crímenes de guerra, pero desafiaba la afirmación popular de una Wehrmacht apolítica que había escapado en gran medida a la influencia nazi. El año 1969 también vio la publicación de Das Heer und Hitler: Armee und nationalsozialistisches Regime de Klaus-Jürgen Muller y el ensayo «NSDAP und 'Geistige Führung' der Wehrm acht» de Volker R. Berghahn, el primero trataba sobre la relación del Ejército con Hitler y el segundo sobre el papel de los «oficiales educativos» en la Wehrmacht.
En 1978, Christian Streit publicó «Keine Kameraden: Die Wehrmacht und die sowjetischen Kriegsgefangenen, 1941-1945» sobre el asesinato en masa de tres millones de prisioneros de guerra soviéticos, que fue el primer libro alemán que trataba sobre ese tema. En 1981 se publicaron dos libros sobre la cooperación de la Wehrmacht con los Einzsatzgruppen, a saber, Die Behandlung sowjetischer Kriegsgefangener im 'Fall Barbarossa' Ein Dokumentation por el fiscal de crímenes de guerra Alfred Streim y Die Truppe des Weltanschauungskrieges: Die Einsatzgruppen der Sicherheitspolizei und des SD, 1938-1942 por los historiadores Helmut Krausnick y Hans-Heinrich Wilhelm. A partir de 1979, los historiadores de la Militargeschichtliches Forschungsamt (Oficina de Investigación Militar) comenzaron a publicar la historia oficial de Alemania en la Segunda Guerra Mundial, y los sucesivos volúmenes han sido muy críticos con los líderes de la Wehrmacht.

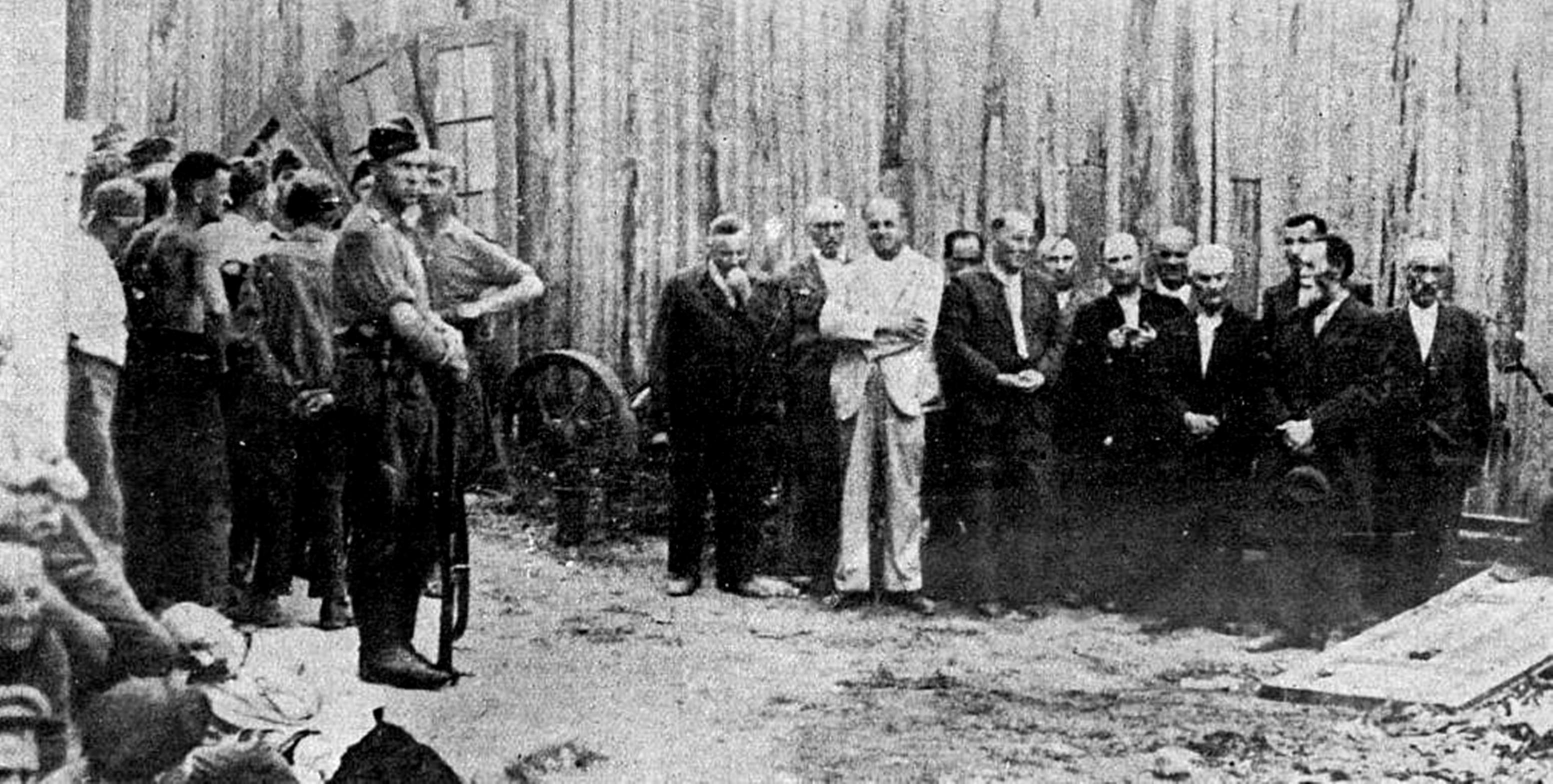
El último comité judío de la ciudad de Bălţi (Besarabia), acorralados por la Wehrmacht alemana. Fueron tomados como rehenes, después de negarse a entregar a los «judíos comunistas». Esta instantánea fue tomada una hora antes de que fueran ejecutados por orden del capitán alemán Prast

Los historiadores alemanes críticos del mito fueron denunciados y se les dijo que habían «ensuciado su propio nido». En 1986 la Historikerstreit  (Disputa de los historiadores) comenzó. El debate fue apoyado por programas de televisión y por periódicos y editoriales. La Historikerstreit  no aportó ninguna investigación nueva, pero los esfuerzos de los historiadores conservadores o «revisionistas» como  Ernst Nolte y Andreas Hillgruber estaban marcados por un tono nacionalista enojado. Nolte y Hillgruber buscaron «normalizar» el pasado alemán retratando el Holocausto como una reacción defensiva a la Unión Soviética y exigiendo «empatía» por la última posición de la Wehrmacht mientras intentaba detener la «inundación asiática» en Europa. Bartov llamó al Historikerstreit  una «acción de retaguardia» contra las tendencias de la historiografía alemana. Bartov señaló que incluso los historiadores que eran críticos con la Wehrmacht tendían a escribir la historia en gran medida de forma tradicional, es decir, veían la historia «desde arriba», centrándose casi únicamente en las acciones de los líderes militares y civiles. La tendencia de los nuevos historiadores que estudiaron «la historia desde abajo», especialmente la Alltagsgeschichte (historia de la vida cotidiana) a partir de la década de 1970-80, abrieron nuevas vías de investigación al observar las experiencias de los soldados alemanes comunes. Tales estudios tendían a confirmar lo que los soldados corrientes afirmaban enfrentarse en el Frente Oriental, gracias a la propaganda del adoctrinamiento, muchos soldados alemanes consideraban a los soviéticos como infrahumanos, lo que llevó a lo que Bartov llamó la «barbarización de la guerra».
Una confirmación adicional del papel de la Wehrmacht en la implementación del Holocausto vino con la publicación en 1996 de 1,3 millones de cables enviados desde las SS y las unidades de la Wehrmacht que operaban en la Unión Soviética en el verano y otoño de 1941 que habían sido interceptados y descifrado por el Government Code and Cipher School británico, y luego compartido con la Agencia de Seguridad Nacional de los Estados Unidos, que decidió publicarlos. A este respecto, Bartov escribió: «Aunque mucho de esto se ha sabido antes, estos documentos brindan más detalles sobre el comienzo del Holocausto y la participación aparentemente universal de las agencias alemanas sobre el terreno en su implementación».
En 2000 el historiador Truman Anderson identificó un nuevo consenso académico centrado en el «reconocimiento de la afinidad de la Wehrmacht con las características claves de la cosmovisión nacionalsocialista, especialmente por su odio al comunismo y su antisemitismo». El historiador Ben H. Shepherd escribió «La mayoría de los historiadores reconocen ahora la magnitud de la participación de la Wehrmacht en los crímenes del Tercer Reich». En 2011, el historiador militar alemán Wolfram Wette calificó la tesis de la Wehrmacht inocente como un «perjurio colectivo». La generación de la época de la guerra mantuvo el mito con vigor y determinación. Suprimieron información y manipularon la política gubernamental, con su fallecimiento no hubo presión suficiente para mantener el engaño.
En 2010 la historiadora Jennifer Foray publicó un estudio sobre la ocupación alemana de Holanda, donde afirmaba que: «Numerosos estudios publicados en las últimas décadas han demostrado que la supuesta desvinculación de la Wehrmacht con la esfera política fue una imagen cuidadosamente cultivada por comandantes y soldados de infantería por igual, quienes, durante y después de la guerra, buscaron distanciarse de las campañas de asesinatos impulsadas ideológicamente por los nacionalsocialistas».
Alexander Pollak en su libro Remembering the Wehrmacht's War of Annihilation utilizó su investigación en artículos de periódicos y el lenguaje que usaban, para identificar diez temas estructurales del mito. Los temas incluyeron centrarse en un pequeño grupo de culpables, la construcción de un evento de victimización simbólico, en este caso la batalla de Stalingrado, minimizar los crímenes de guerra comparándolos con las fechorías de los Aliados, negar la responsabilidad de iniciar la guerra, utilizando los relatos personales de soldados individuales para extrapolar el comportamiento de toda la Wehrmacht, escribiendo obituarios y libros heroicos, afirmando la ingenuidad del soldado común y afirmando que las órdenes debían cumplirse. Para concluir, los periódicos transmitieron solo dos tipos de eventos: los que engendraban un sentimiento de empatía con los soldados de la Wehrmacht y los que retrataban a los soldados alemanes como víctimas de Hitler, el OKH o el enemigo; y los que involucraban crímenes de las fuerzas aliadas.

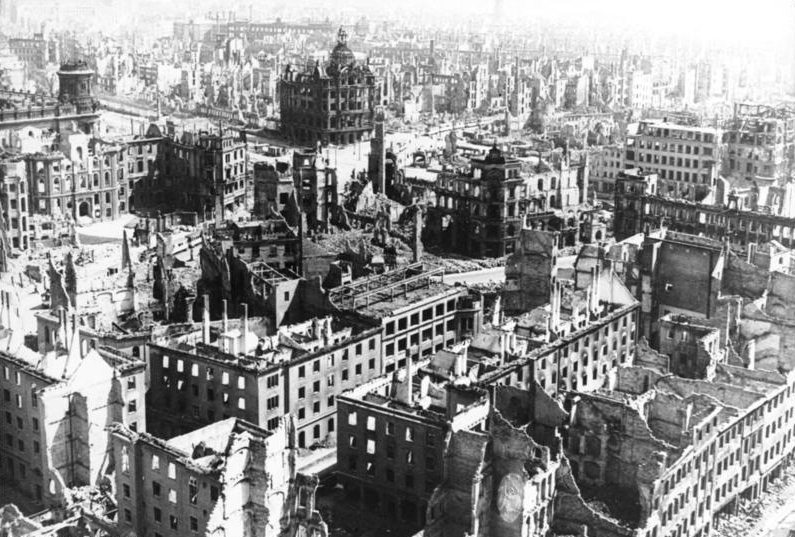
Vista de la destruida ciudad de Dresde después del bombardero angloestadounidense. Un evento que fue utilizado para justificar que los Aliados y la Wehrmacht eran igualmente culpables de crímenes de guerra

Pollak, tras examinar los temas estructurales del mito, dijo que donde no se podía descartar la culpa, los medios impresos limitaron su alcance al centrar la culpa en primer lugar en Hitler y en segundo lugar en las SS. En la década de 1960 se había creado una «locura por Hitler» y se describía a las SS como sus agentes despiadados, supuestamente la Wehrmacht se había separado de su participación en dichos crímenes de guerra. La batalla de Stalingrado fue reinventada por los medios de comunicación alemanes como una víctima. Describieron a la Wehrmacht como traicionada por el liderazgo y dejada morir de frío y hambre. Esta narrativa se centra en soldados individuales que lucharon por sobrevivir, y que generaron un gran sentimiento de simpatía por las privaciones y las duras condiciones en las que tuvieron que luchar. La Guerra de Aniquilación, el Holocausto y el genocidio racial que se habían llevado a cabo no se discuten. Los medios de comunicación minimizaron los crímenes de guerra alemanes comparándolos con el comportamiento de las Fuerzas Aliadas. En las décadas de 1980 y 1990, los medios de comunicación se preocuparon por el bombardeo de Dresde para argumentar que los Aliados y la Wehrmacht eran igualmente culpables. Los artículos de los periódicos mostraban habitualmente imágenes dramáticas de los crímenes aliados, pero rara vez mostraban los cometidos por la Wehrmacht.
Pollak señala que el honor de la Wehrmacht se ve gravemente afectado por la cuestión de quién inició la guerra. Él comenta que los medios culpan a Gran Bretaña y Francia por el «vergonzoso» Tratado de Versalles, que ven como desencadenante del militarismo alemán. Así mismo, culpan a la Unión Soviética por firmar el Pacto Molotov-Ribbentrop con Alemania que posteriormente animó a Hitler a invadir Polonia. Algunos comentaristas incluso discutieron la necesidad de una guerra preventiva que presuponía que la Unión Soviética tenía la intención de invadir Alemania. Los medios impresos volvieron a contar los relatos de los soldados personales que, aunque fueran  recuento «auténtico» de los acontecimientos percibidos puede interpretarse de forma restringida y situarse en un contexto más amplio. Las tragedias de «un soldado» son supuestamente sintomáticas de las de «decenas de miles de otros», mientras que la Guerra de Aniquilación, de la que el soldado había formado parte, se borra completamente con aerógrafo. Un tema central del mito es la descripción de los soldados como ingenuos, apolíticos y sin la facultad mental necesaria para comprender las razones de la guerra o su naturaleza criminal. A menudo se describe a los soldados como obligados a cumplir órdenes, a menudo por temor a un castigo severo, para excusar sus acciones. Sin embargo, los soldados tenían mucha discreción y en su mayoría eligieron su comportamiento.

### La exposición Crímenes de laWehrmacht: una ruptura en la opinión pública alemana

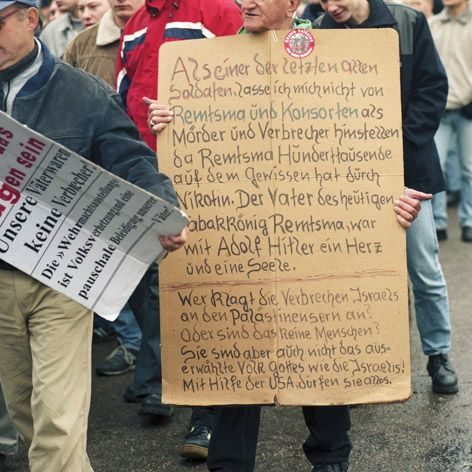
Manifestantes protestan contra la Exposición de la Wehrmacht en 2002. La exposición detallaba los crímenes de guerra cometidos por la Wehrmacht durante la Segunda Guerra Mundial. Uno de los carteles dice: «Nuestros padres no eran criminales»

El año 1995 resultó ser un punto de inflexión en la conciencia pública alemana con la inauguración en Hamburgo de la Wehrmachtsausstellung (Exposición de la Wehrmacht), llevado a cabo por el Instituto de Investigación Social de Hamburgo. La exposición diseñada por Hannes Heer, expuso los crímenes de guerra de la Wehrmacht a una audiencia más amplia, centrándose en las hostilidades como una guerra de exterminio alemana. La gira duró cuatro años y recorrió treinta y tres ciudades alemanas y austriacas. Creó un debate de larga duración y una revaluación del mito. Entre 800 000 y 900 000 personas, acudieron a visitar la exposición, lo que la convierte en la exposición más visitada de la historia contemporánea de Alemania.
El debate sobre los crímenes de la Wehrmacht dejó el cenáculo de los historiadores para tocar la opinión pública en su conjunto: de hecho, si la exposición no constituye un avance fundamental a nivel científico e historiográfico, su impacto en la opinión pública es mayor. «Si una parte significativa de la opinión alemana está traumatizada por esta exposición es por una razón obvia: destruye uno de los últimos mitos heredados del Tercer Reich, según el cual la Wehrmacht no estaba compuesta, a diferencia de las SS, por "gente perfectamente decente". Cuando nos enteramos, con pruebas de apoyo, que este ejército contribuyó a las ejecuciones masivas buscadas por los nazis y mató de hambre a tres millones de prisioneros rusos [...], toda una leyenda se desmoronó». El historiador Christian Hartmann escribió en 2009 que «ya nadie necesita exponer esta decepción que es el mito de la Wehrmacht inocente. Su culpa es tan abrumadora que es superfluo discutirla».
Según dijo el historiador Hannes Heer, organizador de la exposición,  en una entrevista al diario alemán Deutsche Welle:

Millones de soldados del Ejército alemán (Wehrmacht) participaron en crímenes. En el caso de las Waffen-SS (el brazo armado de las SS), responsables del Holocausto, fueron 250 000 personas. Entonces, una cosa es recordar el Holocausto, otra es conmemorar a los diez millones de soldados que, en el Frente Oriental, mataron a más de 26 millones de ciudadanos soviéticos. Cada alemán tenía tres, cuatro, cinco familiares que habían participado en esa matanza.

La exposición mostró fotografías gráficas de crímenes de guerra cometidos por la Wehrmacht y entrevistó a quienes habían tomado parte en la guerra. La mayoría de los soldados que habían estado en el conflicto reconocieron los crímenes, pero negaron su participación personal. Algunos ex soldados ofrecieron justificaciones al estilo nazi. El impacto de la exposición fue descrito como explosivo. El público alemán se había acostumbrado a ver «hechos atroces» pero únicamente con imágenes de campos de concentración, cometidos por miembros de las SS. La exposición mostró 1380 fotografías de la Wehrmacht cómplice de crímenes de guerra. Las fotos habían sido tomadas principalmente por los propios soldados, en el campo de batalla o en la retaguardia, lejos de los campos de concentración y las SS. Heer escribió: «Los creadores de estas fotografías están presentes en sus imágenes: risueños, triunfantes o profesionales» y «este lugar está, en mi opinión, en el centro de la Wehrmacht de Hitler, dentro del "'corazón de las tinieblas"». Heer sostiene que los crímenes de guerra fueron encubiertos por eruditos y exsoldados. Luego se produjo una protesta con la ruptura de un tabú secular. Los organizadores no cuantificaron el número de soldados que habían cometido crímenes de guerra. Sin embargo, el historiador Horst Möller afirmó que el número era de «muchas decenas de miles».

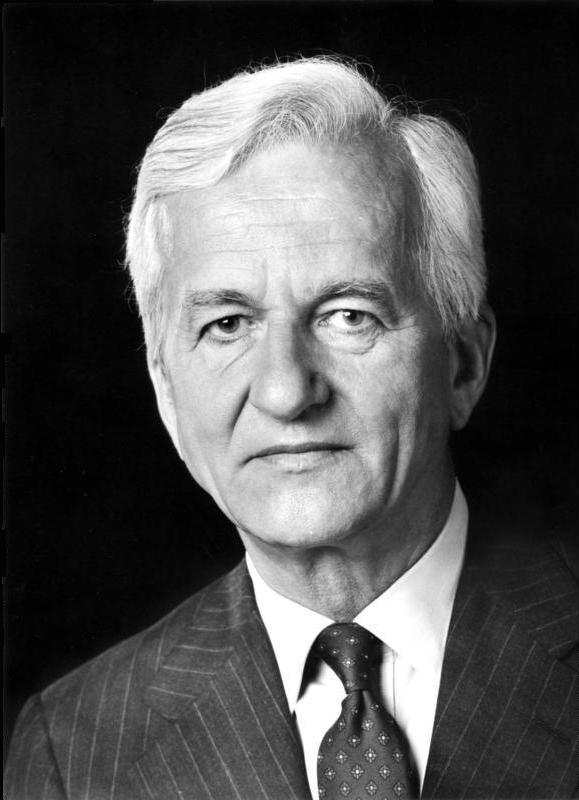
Richard von Weizsäcker de la Unión Demócrata Cristiana, uno de los pocos políticos alemanes que recomendó visitar la Exposición de la Wehrmacht

La exposición dividió a la clase política alemana: Helmut Schmidt, el excanciller  socialdemócrata, se negó a visitarla, considerando que «este es el resultado de un masoquismo autosugestivo en relación con su propio país»; el canciller socialdemócrata Gerhard Schröder también criticó enérgicamente la exposición. Por otro lado, el político Richard von Weizsäcker de la Unión Demócrata Cristiana de Alemania y antiguo presidente de la República, recomendó expresamente una visita mientras que su partido lo criticó ampliamente y uno de sus sucesores, el socialdemócrata Johannes Rau, lo inauguró en Bonn en 1998.
La muestra fue ampliamente criticada desde su inauguración por asociaciones de veteranos y círculos de extrema derecha; en la prensa, fue apoyada, principalmente, por periódicos como el Die Zeit pero fue atacada violentamente por otros periódicos como el Frankfurter Allgemeine Zeitung. La controversia tomó un claro giro político cuando la exposición se organizó en Múnich, a principios de 1997. La Unión Social Cristiana en Bavaria a través de su presidente Peter Gauweiler atacó frontalmente a Jan Philipp Reemtsma, el principal partidario privado de la exposición; del mismo modo, su periódico, el Bayernkurier, afirmó que la exposición agravaba las penas impuestas por el Tribunal de Núremberg y que constituía una campaña moralmente destructiva contra todos los alemanes.
A pesar de la polémica y de las diversas controversias, o quizás gracias a ellas, la exposición se convirtió en un gran acontecimiento en Alemania, hasta el punto de ser objeto de un debate en el Bundestag el,13 de marzo de 1997 debate que fue más allá de las divisiones políticas y se desarrolló en un clima de consenso: «el teatro político conmemorativo se había detenido por un tiempo para dar paso a un colectivo trastornado, desgarrado y desconcertado».
Durante el último trimestre de 1999, cuando el éxito de la exposición era más que evidente y se esperaba una versión estadounidense a corto plazo en Nueva York, dos historiadores uno polaco y el otro húngaro cuestionaron su rigor científico y pusieron en duda la veracidad de algunas de las fotografías presentadas: publicaron sus reseñas en dos revistas históricas especializadas y las retransmitieron en la prensa general. Ante los cuestionamientos, Jan Philipp Reemtsma (director del Instituto de Investigación Social de Hamburgo) interrumpió la exposición y obligó a que esta fuera sometida a una comisión de historiadores para que examinara su contenido. Esta presentó su informe final en noviembre de 2000. En dicho informe si apuntaba a un uso descuidado de las fuentes fotográficas, consideraba sin embargo que las declaraciones fundamentales de la exposición eran precisas y recomendaba que, sujeto a algunas correcciones, sobre todo veinte fotografías falsificadas o subtituladas incorrectamente de las 1433 seleccionadas por los organizadores, se volviera a presentar la exposición; también la consideraba significativa y necesaria, y afirmaba que «puede, en los años venideros, hacer una contribución esencial al desarrollo de la cultura política e histórica de la República Federal de Alemania».
A pesar del informe bastante favorable del comité, Jan Philipp Reemtsma decidió inaugurar una nueva y bastante revisada versión de la exposición renombrada como Verbrechen der Wehrmacht. Dimensionen des Vernichtungskrieges 1941–1944. ("Crímenes de la Wehrmacht alemana: dimensiones de una guerra de aniquilación 1941-1944"), inaugurada el 27 de noviembre de 2001 en Berlín y clausurada en 2004. Está exposición fue en gran parte, una versión muy edulcorada de la versión inicial y fue aclamada por el Frankfurter Allgemeine Zeitung como una exhibición de consenso. En esta versión que no provocó debate alguno, «la guerra de exterminio, el mayor crimen de Alemania, junto con el exterminio de judíos europeos, volvió a ser tabú. Desde entonces, la calma ha vuelto al país».

## Mito y realidad

### Guerra de exterminio

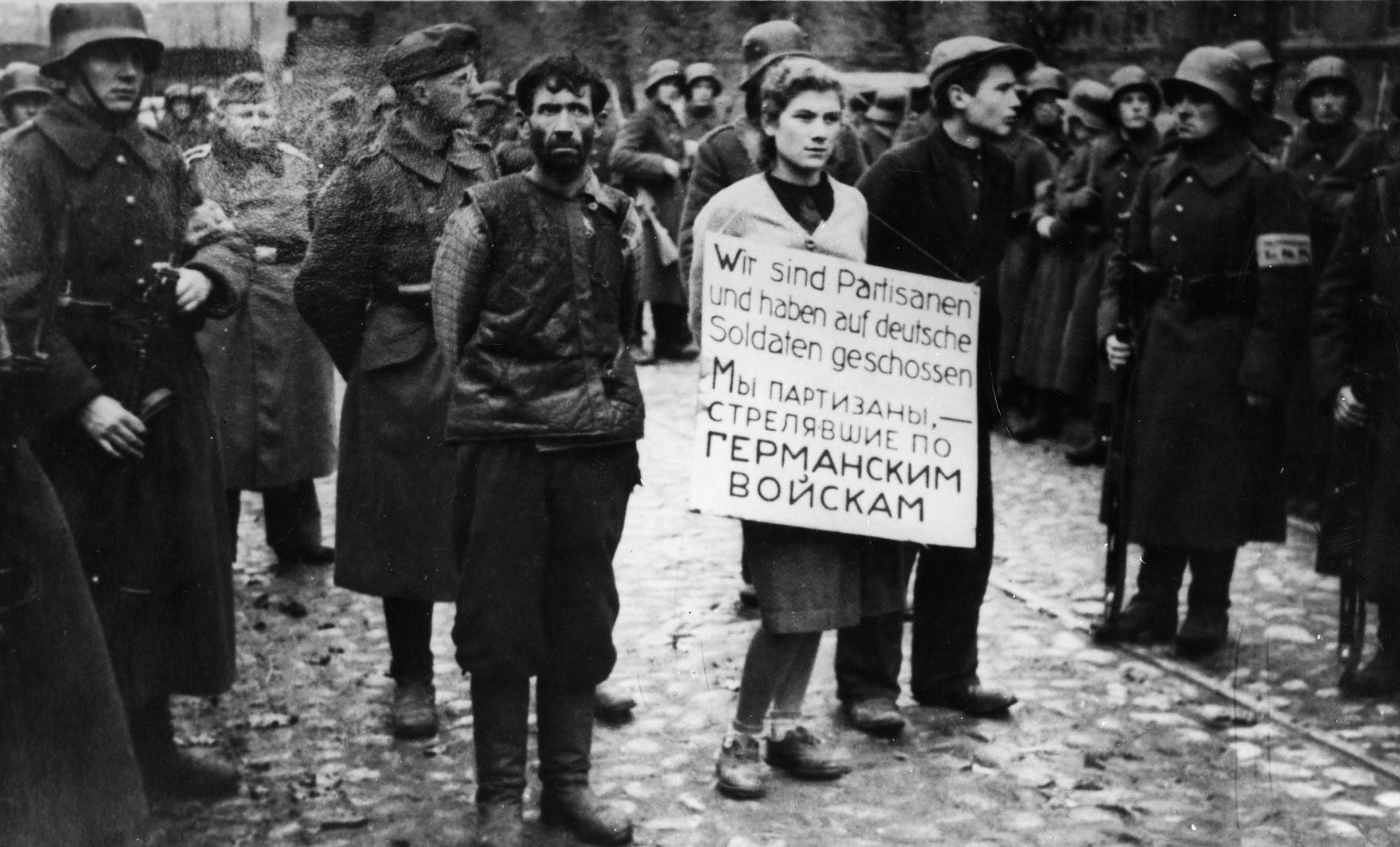
Masha Bruskina y otros dos partisanos marchan a través de Minsk, por tropas alemanas el 26 de octubre de 1941 antes de sus ejecuciones públicas. Bruskina lleva un cartel que dice en alemán y ruso «Somos partisanos y hemos disparado contra soldados alemanes»

Durante la Segunda Guerra Mundial, el gobierno de la Alemania nazi, el Alto Mando de las Fuerzas Armadas (OKW) y el Alto Mando del Ejército (OKH) sentaron, conjuntamente, las bases del genocidio en la Unión Soviética. Desde el principio, la guerra contra la Unión Soviética fue diseñada como una guerra de aniquilación. La política racial de la Alemania nazi veía a la Unión Soviética en particular y a la Europa del Este en general, como pobladas por «subhumanos» no arios, dirigidos por conspiradores judeo-bolcheviques. Por dicha causa, se decidió la política nazi de asesinar, deportar o esclavizar a la mayoría de los rusos y otras poblaciones eslavas de acuerdo con el Plan General del Este.
Antes y durante la Operación Barbarroja, la invasión de la Unión Soviética, las tropas alemanas fueron adoctrinadas con propaganda antibolchevique, antisemita y antieslava. Después de la invasión, los oficiales de la Wehrmacht dijeron a sus soldados que mataran a la población civil eslava que fueron descritos como «subhumanos bolcheviques judíos», «hordas mongoles», el «diluvio asiático» y la «bestia roja». Un gran número de soldados alemanas consideraron la guerra en términos racistas nazis y consideraron a sus enemigos soviéticos como infrahumanos. En un discurso dirigido a los oficiales del 4.ª Grupo Panzer, el general Erich Hoepner se hizo eco de los planes raciales nazis al afirmar que la guerra contra la Unión Soviética era «una parte esencial de la lucha del pueblo alemán por su existencia», y que «la lucha debe apuntar a la aniquilación de la Rusia actual y, por lo tanto, debe librarse con una dureza sin igual».
El asesinato de judíos era de conocimiento común en la Wehrmacht. Durante la retirada de la Unión Soviética, los oficiales alemanes destruyeron documentos incriminatorios. Los soldados de la Wehrmacht trabajaron activamente con los escuadrones de la muerte paramilitares de las SS responsables de asesinatos en masa, los Einsatzgruppen, y participaron en los asesinatos en masa con ellos como los de Babi Yar. Los oficiales de la Wehrmacht consideraron que la relación con los Einsatzgruppen era muy estrecha y casi cordial.

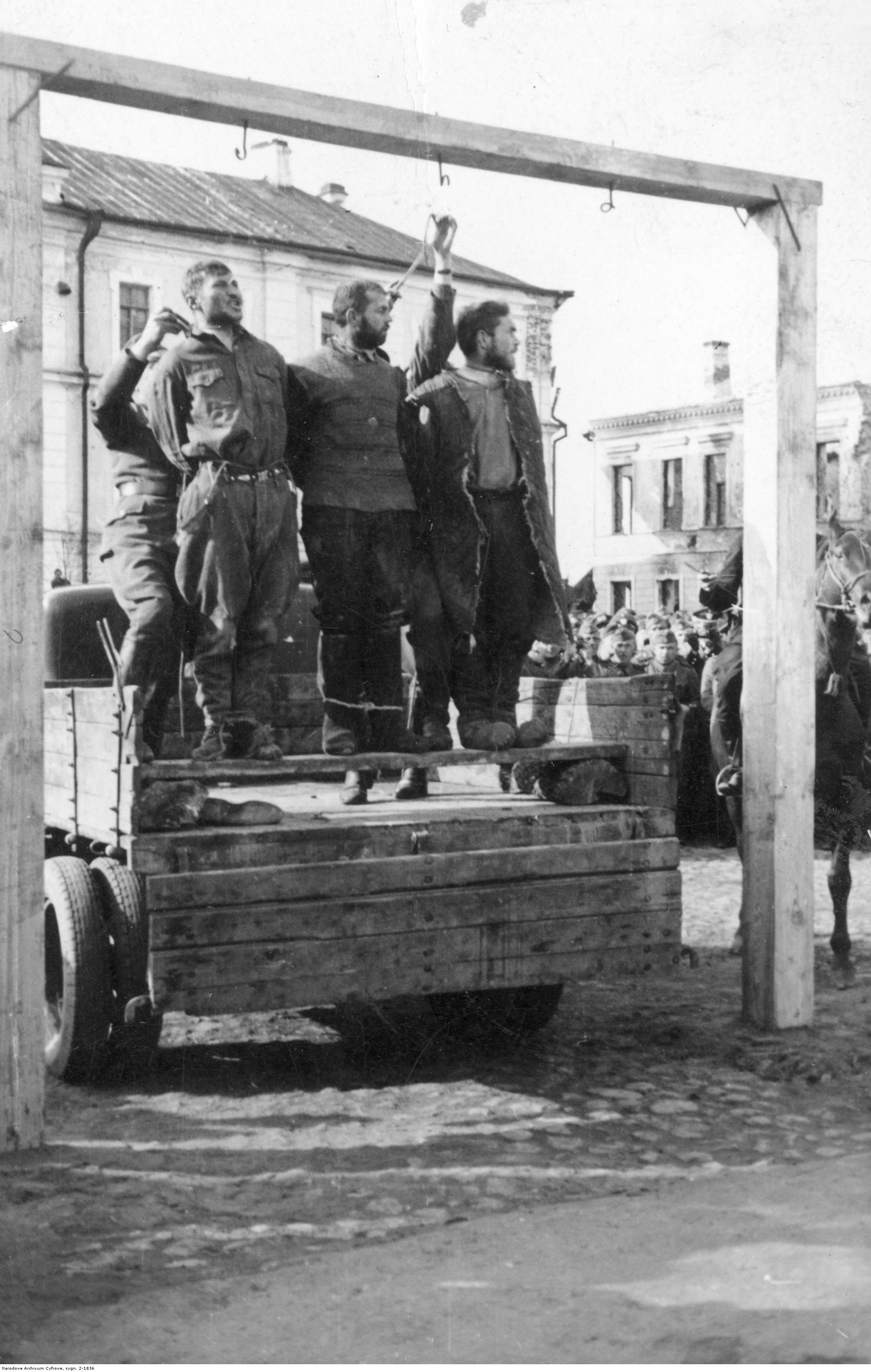
Ejecución de rehenes en el Frente Oriental

Los alemanes reservaban un odio especial para los partisanos, construían cadalsos en cada pueblo, pero los ahorcamientos públicos eran piadosos en comparación con las torturas que sufrieron muchos cautivos, los alemanes les rompían los dedos, les quemaban vivos y amputaban los pechos a las mujeres antes de matarlos. Cualquier persona mínimamente sospechosa de apoyar a los partisanos corría el peligro de sufrir una muerte horrible. En muchas localidades sospechosas de apoyar a los partisanos los alemanes prendían fuego a las casas y disparaban a las ventanas y puertas para asegurarse que ningún habitante saliera con vida. Hitler apoyaba esta política «esta guerra de partisanos tiene sus ventajas», dijo a sus asociados. «Nos da la oportunidad de exterminar a quienquiera que se nos oponga».

### Crímenes en Polonia, Serbia, Grecia y la Unión Soviética
La Wehrmacht llevó a cabo crímenes de guerra en todo el continente, incluidos Polonia, Grecia, Serbia y la Unión Soviética. El primer combate significativo para la Wehrmacht fue la invasión de Polonia el 1 de septiembre de 1939. En abril de 1939, Reinhard Heydrich, el arquitecto de la Solución Final, ya había organizado la cooperación entre las secciones de inteligencia de la Wehrmacht y los Einsatzgruppen. El comportamiento del ejército en Polonia fue un preludio de la guerra de aniquilación, la Wehrmacht había comenzado a participar en matanzas a gran escala de civiles y partisanos.
La Bielorrusia soviética ha sido descrita como «el lugar más mortífero de la tierra entre 1941 y 1944». Uno de cada tres bielorrusos murió durante la Segunda Guerra Mundial. El Holocausto se llevó a cabo cerca de los pueblos donde vivía la población. Muy pocas de las víctimas murieron en centros de exterminio como Auschwitz. La mayoría de los judíos soviéticos vivían en un área del oeste de Rusia que anteriormente se conocía como la Zona de Asentamiento. Inicialmente, a la Wehrmacht se le encomendó la tarea de ayudar a los Einsatzgruppen. En el caso de la masacre de Krupki, esto implicó que el ejército hiciera marchar a la población judía, de aproximadamente 1000 personas, una milla y media para encontrarse con sus verdugos de las SS. Los frágiles y enfermos fueron llevados en un camión y los que se extraviaron fueron asesinados a tiros. Las tropas alemanas custodiaban el lugar y, junto a las SS, disparaban contra los judíos que luego caían en un pozo. Krupki fue una de las muchas atrocidades de este tipo; la Wehrmacht fue un completo socio en el asesinato masivo industrializado.

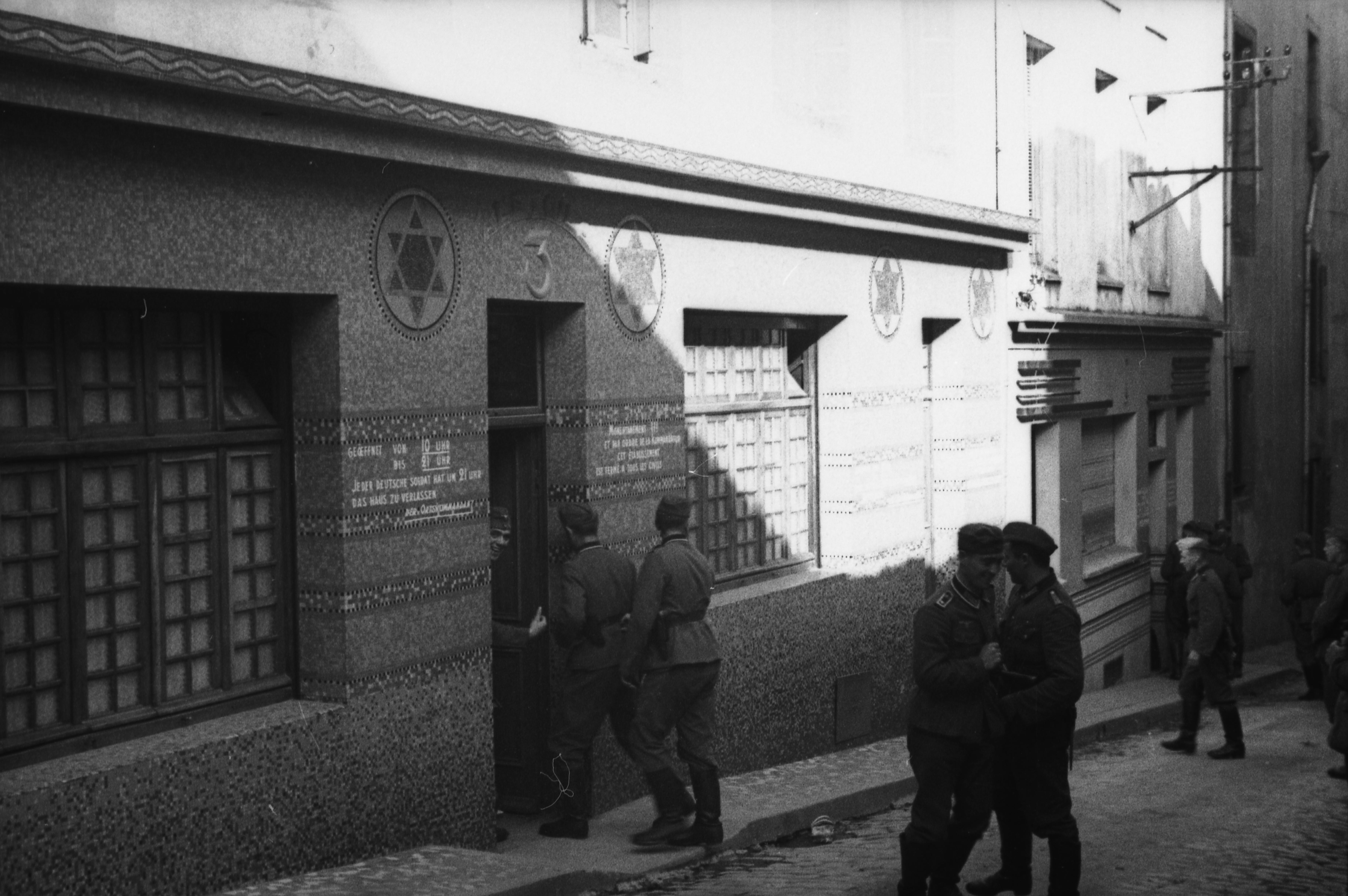
Una sinagoga que se utilizó como burdel. Mujeres y adolescentes fueron secuestradas por la Wehrmacht para ser utilizadas como esclavas sexuales. Las mujeres eran violadas por hasta 32 hombres por día a un costo nominal de tres Reichsmarks.

Se establecieron burdeles militares alemanes en gran parte de la Europa ocupada. En muchos casos en Europa del Este, mujeres y adolescentes fueron secuestradas en las calles durante redadas militares y policiales alemanas y utilizadas como esclavas sexuales. Las mujeres eran violadas por hasta treinta y dos hombres por día a un costo nominal de tres Reichsmarks. Un conductor suizo de una misión de la Cruz Roja, Franz Mawick, escribió sobre lo que vio en 1942:

Alemanes uniformados ... miran fijamente a las mujeres y niñas de entre 15 y 25 años. Uno de los soldados saca una linterna de bolsillo y la enfoca directamente en los ojos de una de las mujeres. Las dos mujeres nos miran con sus rostros pálidos, expresando cansancio y resignación. El primero tiene unos 30 años. ¿Qué busca esta vieja puta por aquí? - se ríe uno de los tres soldados. 'Pan señor' - pregunta la mujer ... 'Tienes una patada en el culo, no pan' - responde el soldado. La dueña de la linterna vuelve a dirigir la luz sobre los rostros y cuerpos de las niñas ... La más joven tiene quizás 15 años ... Le abren el abrigo y comienzan a manosearla. 'Esta es ideal para la cama' - dice

La escritora Úrsula Schele estimó que unas diez millones de mujeres en la Unión Soviética podrían haber sido violadas por la Wehrmacht y que una de cada diez podía haberse quedado embarazada como resultado. Según un estudio de Alex J. Kay y David Stahel, la mayoría de los soldados de la Wehrmacht desplegados en la Unión Soviética participaron en la comisión de crímenes de guerra.
Yugoslavia y Grecia fueron ocupadas conjuntamente por italianos y alemanes. Los alemanes comenzaron a perseguir a los judíos de inmediato, pero los italianos se negaron a cooperar. Los oficiales de la Wehrmacht intentaron presionar a sus homólogos italianos para detener el éxodo de judíos de las áreas ocupadas por los alemanes; sin embargo, los italianos se negaron. El general Alexander Löhr reaccionó con disgusto describiendo a los italianos como débiles. Escribió un comunicado enojado a Hitler diciendo que «la implementación de las leyes del gobierno croata con respecto a los judíos está siendo tan socavada por los funcionarios italianos que en la zona costera, particularmente en Mostar, Dubrovnik y Crikvenika, numerosos judíos están protegidos por el ejército italiano, y otros judíos han sido escoltados a través de la frontera hacia la Dalmacia italiana y la propia Italia». La Wehrmacht asesinó a los judíos de Serbia desde mediados de 1941. Este exterminio se inició de forma independiente, sin la participación de las SS.

### Órdenes criminales

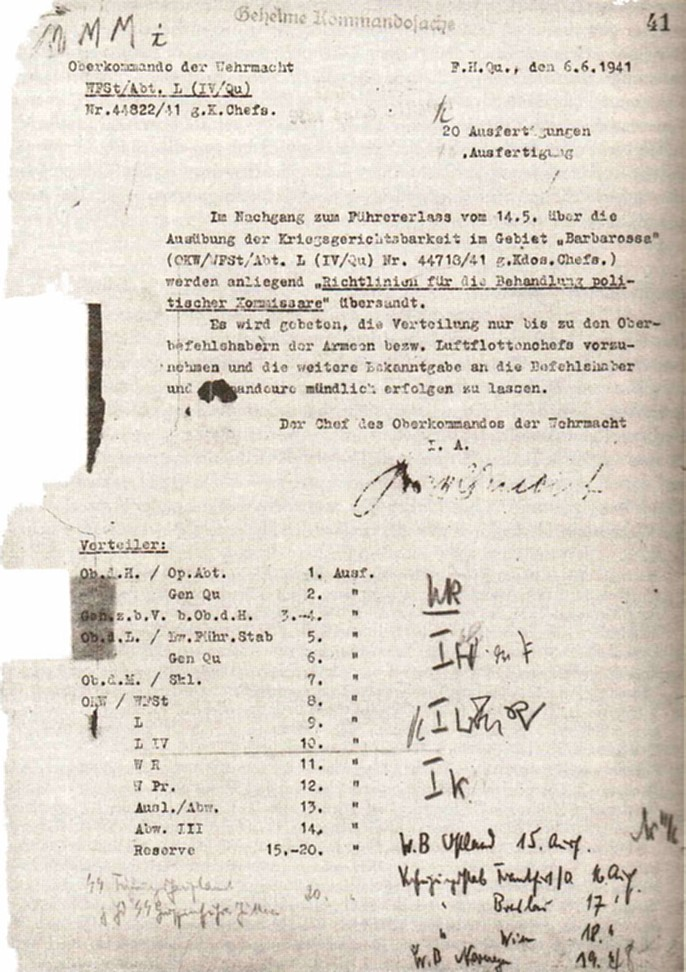
Primera página de la Orden de los Comisarios

Durante la planificación de la Operación Barbarroja, el personal del Alto Mando del Ejército Alemán (OKH), bajo el mando del Generaloberst Franz Halder, redactaron una serie de «órdenes criminales». Estas órdenes fueron más allá de las leyes internacionales en aquel momento vigentes y los códigos de conducta establecidos. La Orden de los Comisarios y el Decreto Barbarroja permitieron a los soldados alemanes ejecutar a civiles sin temor a ser juzgados por crímenes de guerra por Alemania. El historiador alemán Félix Römer estudió la implementación de la Orden de los Comisarios por parte de la Wehrmacht y publicó sus hallazgos en 2008. Fue el primer relato completo de la aplicación de la orden por parte de las formaciones de combate de la Wehrmacht. La investigación de Römer muestra que más del 80 % de las divisiones alemanas en el Frente Oriental presentaron informes que detallan el asesinato de los comisarios políticos del Ejército Rojo. Las estadísticas soviéticas indican que 57 608 comisarios murieron en acción y 47 126 fueron reportados como desaparecidos, la mayoría de los cuales murieron en cumplimiento de la citada orden.
Römer escribió que los registros «prueban que fueron los generales de Hitler quienes ejecutaron sus órdenes asesinas sin escrúpulos ni vacilaciones». El historiador Wolfram Wette, al revisar el libro, señala que las objeciones esporádicas a la orden no fueron fundamentales. Fueron impulsados por la necesidad militar y la cancelación de la orden en 1942 «no fue un retorno a la moralidad, sino una corrección de rumbo oportunista». Wette concluye: «La Orden de los Comisarios, que siempre había tenido una influencia particularmente fuerte en la imagen de la Wehrmacht debido a su carácter obviamente criminal, finalmente se había aclarado. Una vez más, la observación se confirmó: cuanto más profundamente penetra la investigación en la historia militar, más sombrío se vuelve el panorama».
Otra de las «órdenes criminales» redactadas por el Alto Mando de la Wehrmacht fue las Directrices para la conducta de las tropas en Rusia. Dicha orden decía: «El bolchevismo es el enemigo mortal del pueblo nacionalsocialista alemán. Esta corrosiva Weltanschauung - y aquellos que la apoyan - es contra lo que Alemania esta luchando. Esta lucha exige una represión despiadada y enérgica contra los agitadores bolcheviques, guerrilleros, saboteadores y judíos, y la eliminación total de toda resistencia tanto activa como pasiva. Los soldados asiáticos, en particular, son inescrutables, impredecibles, tortuosos y brutales...».
El historiador Omer Bartov escribió a este respecto que las Directrices para la conducta de las tropas en Rusia, detallan «medidas despiadadas contra los agitadores bolcheviques, guerrilleros, saboteadores y judíos y pide la eliminación completa de cualquier resistencia activa o pasiva». Por su parte el historiador norteamericano Wade Beorn escribió en su libro Marching into Darkness que la orden apunta explícitamente a los judíos como «enemigos raciales que deben ser eliminados por los militares independientemente de su comportamiento».

Extracto de las «Directrices para el comportamiento de las tropas en Rusia» 
1. El bolchevismo es el enemigo mortal del pueblo nacionalsocialista alemán. La lucha de Alemania está dirigida contra esta ideología subversiva y sus funcionarios.
2. Esta lucha requiere una acción despiadada y enérgica contra los agitadores bolcheviques, guerrilleros, saboteadores y judíos, y la eliminación total de toda resistencia activa o pasiva.
3. Los miembros del Ejército Rojo, incluidos los prisioneros, deben ser tratados con la mayor reserva y la mayor precaución, ya que hay que tener en cuenta los tortuosos métodos de combate. Los soldados asiáticos del Ejército Rojo en particular son inescrutables, impredecibles, tortuosos y brutales ...
4. Al hacer prisioneros a las unidades, los líderes deben ser separados de las tropas de inmediato.
5. En la Unión Soviética, el soldado alemán no se enfrenta a una población unificada. La URSS es una formación estatal que combina una multiplicidad de pueblos eslavos, caucásicos y asiáticos unidos por la violencia de los gobernantes bolcheviques. Los judíos están fuertemente representados en la URSS….

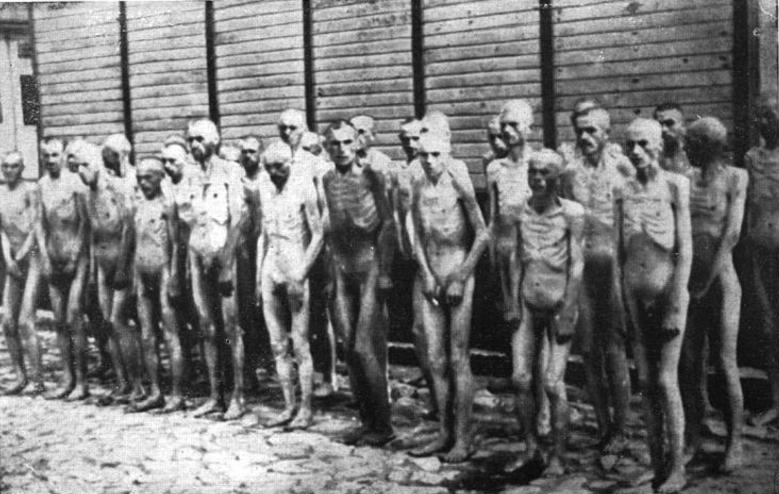
Prisioneros de guerra soviéticos desnudos retenidos por los nazis en el campo de concentración de Mauthausen. El politólogo Adam Jones escribió al respecto: «[E]l asesinato de al menos 3,3 millones de prisioneros de guerra soviéticos es uno de los genocidios modernos menos conocidos; todavía no hay un libro completo sobre el tema en inglés»

En 1941, la Wehrmacht capturó a 3 300 000 soldados soviéticos como prisioneros de guerra (véase Maltrato alemán a los prisioneros de guerra soviéticos). En febrero de 1942, dos millones de ellos ya estaban muertos y 600 000 fueron fusilados a causa de la Orden de los Comisarios. La mayoría de los restantes murieron por maltrato o por hambre. Una vez capturados, los prisioneros de guerra soviéticos fueron llevados a corrales de detención donde no tenían refugio ni tratamiento médico y se les daban raciones minúsculas. El trabajo forzoso se convirtió en una sentencia de muerte. El intendente general alemán Eduard Wagner declaró que «los prisioneros incapaces de trabajar en los campos de prisioneros deben morir de hambre». El Generalleutnant Friedrich Freiherr von Broich, mientras estaba siendo grabado en secreto en Trent Park, habló de sus recuerdos acerca de los prisioneros de guerra. Dijo que los prisioneros «de noche aullaban como fieras» de hambre. Añadió que «marchamos por la carretera y una columna de 6000 figuras tambaleantes pasó, completamente demacradas, ayudándose unos a otros [...] Soldados nuestros en bicicletas iban junto a ellos con pistolas y a todos los que se derrumbaban, les disparaban y tiraban a la cuneta». Las tropas de la Wehrmacht dispararon contra civiles con el más mínimo pretexto de participación en la lucha partisana y masacraron pueblos enteros que supuestamente los protegían. El historiador Omer Bartov escribió en su libro The Eastern Front: 1941–1945 German Troops and the Barbarisation of Warfare que numerosos interrogatorios realizados por los alemanes a prisioneros de guerra soviéticos demostraban que las tropas soviéticas preferían morir en el campo de batalla antes que ser tomados prisioneros.
La ideología racista de la campaña combinada con «órdenes criminales», como la Orden de los Comisarios, las Directrices para la conducta de las tropas en Rusia y el Decreto Barbarroja, provocaron un círculo vicioso de profundización de la violencia y el asesinato. La Wehrmacht se esforzó por «apaciguar» a la población, pero los civiles incrementaron la actividad partisana. En agosto de 1941 el II Cuerpo ordenó que «los partisanos sean ahorcados públicamente y dejados colgados durante algún tiempo». Los ahorcamientos públicos se convirtieron en algo común. Los registros del motivo de los asesinatos incluían «alimentar a un soldado ruso», «deambular», «tratar de escapar» y «ser ayudante de los partisanos». Bartov escribió que la población civil también se había deshumanizado, lo que resultó en la barbarización de la guerra. La fase final de esta barbarización fue la política de «tierra quemada» utilizada por la Wehrmacht mientras se retiraba de la unión Soviética.

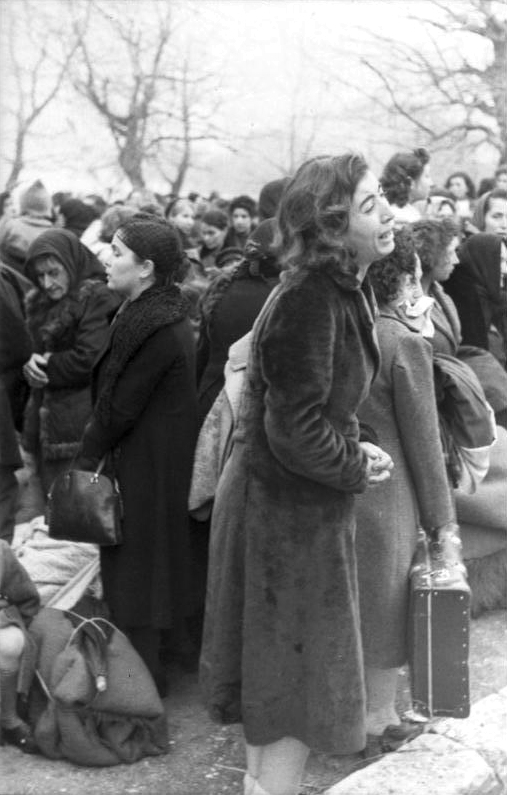
Una mujer llora durante la deportación de los judíos de Ioánina (Grecia), el 25 de marzo de 1944. La deportación fue impuesta por el ejército alemán. Casi todos los deportados fueron asesinados el 11 de abril de 1944 o poco después, cuando el tren que los transportaba llegó a Auschwitz-Birkenau.

### Participación en el Holocausto
En octubre de 1941, el Generalfeldmarschall Walter von Reichenau comandante del 6.º Ejército emitió la Orden de la Severidad, que declaraba que el objetivo esencial de la campaña era la destrucción del «sistema judeobolchevique». La orden fue descrita como un modelo por el liderazgo de la Wehrmacht y transmitida a numerosos comandantes. Erich von Manstein lo transmitió a las tropas bajo su mando de la siguiente manera: «El judío es el intermediario entre el enemigo en la retaguardia [...] El soldado debe reunir comprensión para la necesidad de una reparación dura contra los judíos». Para justificar funcionalmente el asesinato de judíos se los equiparó con combatientes de la resistencia partisana. Ya existía un consenso antisemita a gran escala entre los soldados ordinarios de la Wehrmacht.
El Grupo de Ejércitos Centro comenzó a masacrar a la población judía el primer día de la invasión. En Białystok, el 309.º Batallón de Policía mató a tiros a un gran número de judíos en la calle, luego acorralaron a cientos de ellos en una sinagoga a la que prendieron fuego. El comandante de la zona militar de retaguardia n.º 553 registró que 20 000 judíos habían sido asesinados por el Grupo de Ejércitos Sur en su zona hasta el verano de 1942. En Bielorrusia, más de la mitad de los civiles y prisioneros de guerra asesinados lo fueron por unidades de la Wehrmacht, muchos judíos estaban entre ellos.
El historiador estadounidense Waitman Wade Beorn en su libro Marching into Darkness: The Wehrmacht and the Holocaust in Belarus, examinó el papel de la Wehrmacht en el Holocausto en Bielorrusia durante 1941 y 1942. El libro investiga cómo pasaron los soldados alemanes desde asesinatos tentativos hasta sádicos «juegos de judíos». Además escribe que la «caza de judíos» se convirtió en un pasatiempo. Los soldados rompían la monotonía del deber en el campo de batalla reuniendo a los judíos, llevándolos a los bosques y soltándolos para que pudieran ser asesinados mientras trataban de huir. Beorn escribió que las unidades de la Wehrmacht eran recompensadas por su comportamiento brutal y explica cómo eso creó una cultura de participación cada vez más profunda con los objetivos genocidas del régimen nazi. Discute el papel de la Wehrmacht en el Plan del Hambre, la política de hambre de la Alemania nazi. Examina la Conferencia de Mogilev en septiembre de 1941, que marcó una dramática escalada de violencia contra la población civil. El libro también analiza varias formaciones militares y cómo respondieron a las órdenes de cometer genocidio y otros crímenes de lesa humanidad.
La Wehrmacht llevó a cabo fusilamientos masivos de judíos, cerca de Kiev, los días 29 y 30 de septiembre de 1941. En Babi Yar 33 371 judíos fueron llevados a un barranco y fusilados en pozos. Algunas de las víctimas murieron después de ser enterradas vivas en la pila de cadáveres. En 1942, escuadrones de la muerte móviles de las SS participaron en una serie de masacres junto con unidades de la Wehrmacht. Aproximadamente 1 300 000 judíos soviéticos fueron asesinados.

### Radicalización en el frente occidental
Si la «brutalización» del ejército alemán en el frente oriental es algo especialmente evidente esta «brutalización» también es visible en el frente occidental, especialmente durante la Campaña de los Balcanes. Ya en abril de 1941, es decir antes de la invasión alemana de la Unión Soviética, el general Maximilian von Weichs ordenó a sus tropas: durante la invasión de Yugoslavia, disparar a todos los hombres en cualquier lugar donde sus tropas encontraran la más mínima resistencia, incluso sin pruebas. A finales de mayo, en Creta, se dieron órdenes de llevar a cabo operaciones de represalia contra los habitantes de la isla que resistían la invasión, incluidas ejecuciones sumarias, incendios de pueblos y el exterminio de toda la población masculina de regiones enteras. Los Fallschirmjäger, en particular, cometieron numerosos crímenes de guerra después de la batalla de Creta, incluidas las ejecuciones de Alikianos, la masacre de Kondomari y la destrucción de Kandanos. Varias divisiones de la Luftwaffe, incluyendo la 1.ª División de Paracaidistas, la 2.ª División de Paracaídas, la 4.ª División de Paracaídas, la 19.ª División de Campo, la 20.ª División de Campo y la 1.ª División Panzer de Paracaidistas Hermann Göring, cometieron numerosos crímenes de guerra en Italia y asesinaron a cientos sino miles de civiles.

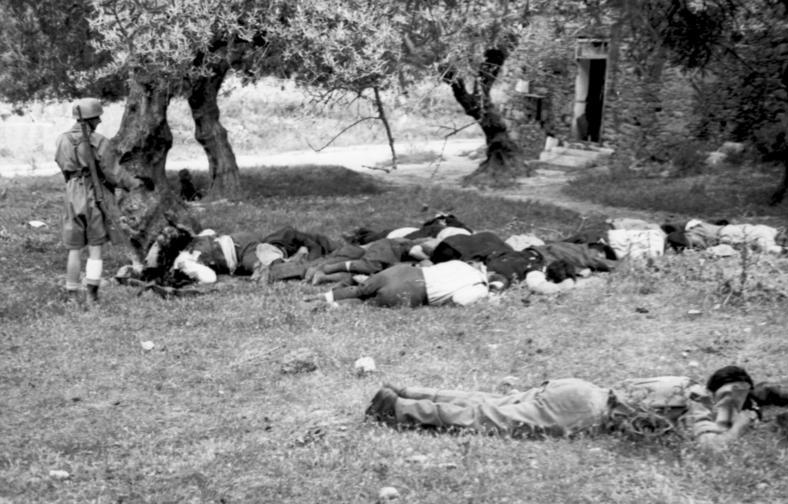
Civiles griegos masacrados por paracaidistas alemanes en Kondomari (Creta) el 2 de junio de 1941

En 1943, en Grecia, después del desarme de las tropas italianas como resultado del armisticio entre Italia y los aliados, la Wehrmacht tomó el control total de la política de ocupación e intensificó la lucha contra los partisanos. Bajo el mando del general Alexander Löhr, Grecia se convirtió en el escenario de una campaña de represión cuya dureza es comparable a la de las atrocidades cometidas en Bosnia, Serbia o Bielorrusia, consecuencia de la impregnación de la ideología nacionalsocialista en las tropas alemanas. En septiembre de 1943, tras la rendición italiana, una unidad de la Wehrmacht, la 1.ª División de Montaña, llevó a cabo la masacre de la División Acqui de la 33.ª División Acqui en Cefalonia, en total las tropas alemanas asesinaron a 5155 sodados italianos, una de las mayores matanzas cometidas por la Wehrmacht (no había unidades SS en Cefalonia).
En Francia, el 3 de febrero de 1944, después una intervención personal de Hitler, la lucha contra los partisanos comenzó a regirse por órdenes conocidas como la ordenanza Sperrle, que lleva el nombre del mariscal Hugo Sperrle adjunto al Comando del Ejército Oeste (en alemán: Oberbefehlshaber West; abr. OB West). De acuerdo con estas órdenes, las tropas debían responder de inmediato a los ataques que consideraran terroristas abriendo fuego. Además, si se vieran afectados civiles inocentes, la ordenanza liberaba de cualquier responsabilidad a las tropas implicadas y la arrojaba exclusivamente sobre estos presuntos terroristas. La ordenanza continuaba especificando que «es necesario castigar al líder falto de firmeza y resolución porque amenaza la seguridad de las tropas que están subordinadas a él y la autoridad del Ejército Alemán. Ante la situación actual, medidas demasiado severas no pueden dar lugar a castigos para sus autores». Este deseo de endurecer la represión contra la Resistencia fue compartido por el mariscal Wilhelm Keitel, quien ordenó, en marzo de 1944, disparar a los francotiradores capturados con armas en la mano y no entregarlos a los tribunales, y por el general Johannes Blaskowitz para quien «La Wehrmacht alemana debe defenderse por todos los medios a su alcance. Si, al hacerlo, es necesario recurrir a métodos de combate nuevos en Europa Occidental, hay que señalar que la lucha contra los terroristas mediante emboscadas es también algo nuevo para los criterios europeos del Oeste».

## Renacimiento del mito en elsigloXXI
El expresidente alemán Frank-Walter Steinmeier señaló en uno de sus discursos: «El mal de la era nazi sigue existiendo hoy en día». En Alemania, los neonazis vuelven a levantar cabeza, utilizando diferentes símbolos y eslóganes, pero basados en las viejas ideas del nacionalsocialismo. El ingreso al Bundestag del partido Alternativa para Alemania (AfD), cuyos líderes abiertamente piden al pueblo alemán evaluar positivamente la actuación de la Wehrmacht durante la Segunda Guerra Mundial, al punto de «estar orgulloso de la Wehrmacht», y que llama al monumento del Holocausto en Berlín «monumento de la vergüenza». En este orden, se han celebrado conferencias con títulos como: «Crímenes de guerra en el siglo XX: ¿intención o situación?» (en alemán, Kriegsverbrechen im 20. Jahrhundert: Intention oder Situation?), dedicadas a revisar la evaluación pública de las acciones de los militares alemanes, tanto oficiales como soldados rasos, durante la invasión de la Unión Soviética.

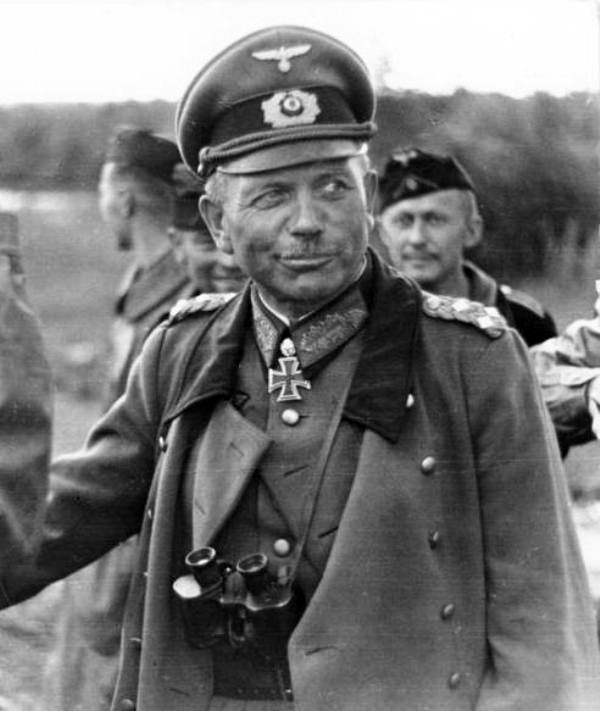
Imagen «heroíca» de Guderian utilizada en varios juegos de guerra como ideal de oficial alemán supuestamente apolítico y profesional

En los últimos tiempos el tema del mito ha adquirido mayor relevancia, ya que aparece el intento por reescribir la historia, enfatizando la diferencia entre la Wehrmacht (como una representante del conservadurismo alemán) y el nacionalsocialismo. Para ello se cita una serie de «pruebas» y una «nueva lectura» de la historia de la Segunda Guerra Mundial, pretendiendo concluir que la Wehrmacht y los nazis «tenían poco en común y [que] no pueden considerarse fenómenos relacionados», situando al mismo nivel las ideas del comunismo y la superioridad racial del nacionalsocialismo, poniendo en tela de juicio acontecimientos históricos o dudando sobre las decisiones que tomó el Tribunal Internacional de Núremberg.
Más de siete décadas después de la Segunda Guerra Mundial, se siguen publican libros y artículos en los que se da una visión romántica del ejército alemán, minimizando la importancia y el papel del Ejército Rojo en la derrota del nazismo. Políticos y politólogos hacen declaraciones que reviven el mito, se filman películas acerca de «soldados rasos de la Wehrmacht», y series políticamente incorrectas, a la vez que se crean videojuegos que alimentan el mito.
En julio de 1976, la revista estadounidense líder en juegos de guerra, Strategy & Tactics, seleccionó a Heinz Guderian en el juego destacado del mes llamado Panzergruppe Guderian. La portada de la revista incluía una foto de Guderian en traje militar, con su Cruz de Caballero y unos prismáticos, sugiriendo un papel de liderazgo. La revista presentaba un perfil brillante de Guderian donde era identificado como el «creador de la guerra relámpago» y alabado por sus logros militares. Siguiendo los mitos de la posguerra, el perfil postulaba que un comandante como este podría «funcionar en cualquier clima político y no verse afectado por él». Guderian se presentaba así como un profesional consumado que se mantuvo al margen de los crímenes cometidos por el régimen nazi.

### Internet y videojuegos
En Internet se publican versiones imprecisas, indiscriminadas, y en ocasiones, manipuladoras sobre la Wehrmacht. Diversos juegos de guerra utilizan personajes virtuales de la Wehrmacht, así como de soldados de las SS, a veces presentados como figuras apolíticas o superhéroes. Las compras por correo de artículos devocionales o de memorabilia sobre la Wehrmacht se llevan a cabo en plataformas y en foros de temática militar, en los cuales se intercambian ideas y forman grupos de aficionados. Esto da como resultado una descontextualización y despolitización de la Wehrmacht, las SS y sus crímenes. Así, la disculpa a la Wehrmacht, la negación del Holocausto, la rehabilitación nazi y la propaganda extremista de derecha confluyen, sutilmente, en Internet.
La imagen de la Wehrmacht inocente se ha popularizado por los juegos de guerra, según los desarrolladores de videojuegos alemanes Sebastián Schulz y Jörg Friedrich muchos de estos juegos han copiado la estética fascista del Übermensch usada por los nazis en juegos como Wolfenstein, en donde —acorde al par de desarrolladores— se glorifica esta estética y ocurre un lavado de imagen de la ideología del Tercer Reich. A diferencia de esto, en el juego Call of Duty: WWII se muestra en una misión los crímenes de guerra del Holocausto.